# Anna Ancher

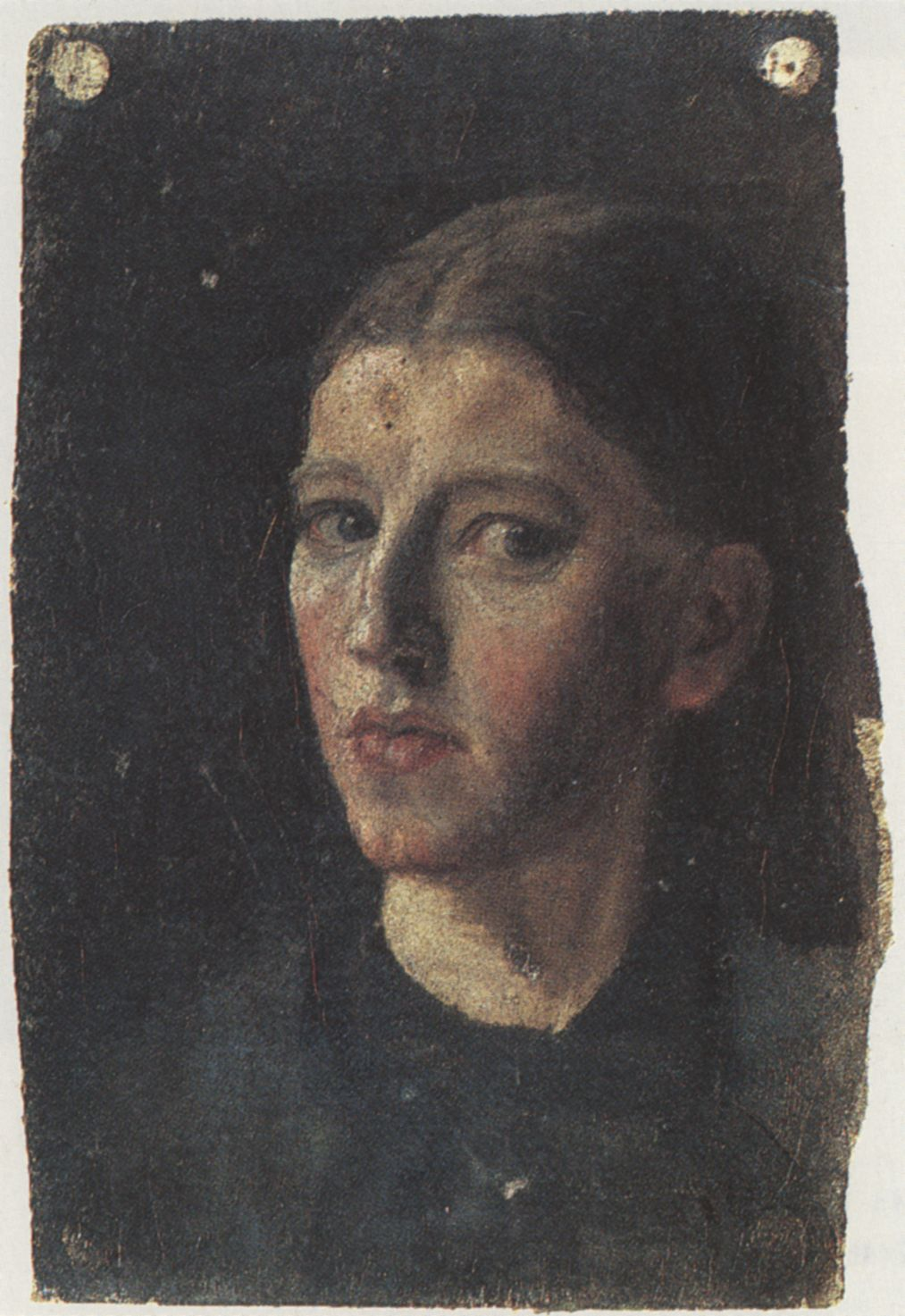
Anna Ancher: Selbstporträt, etwa 1877/78, Helga-Ancher-Fonds

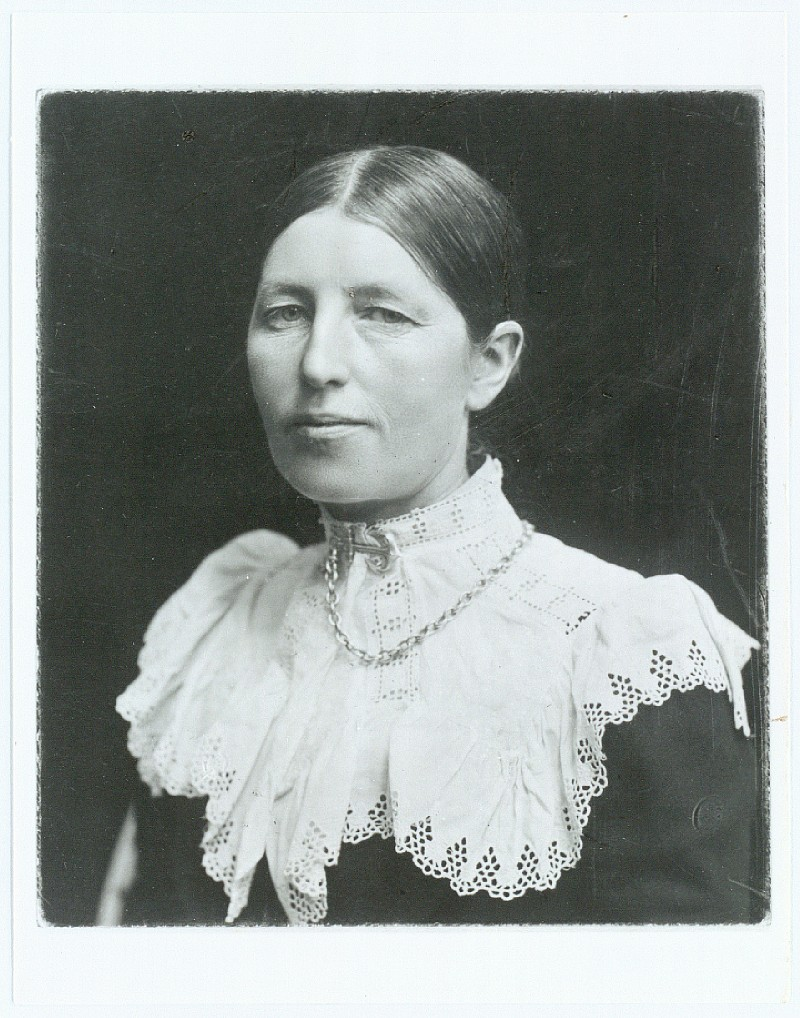
Anna Ancher, Foto von Frederik Riise (1863–1933)

Anna Kirstine Brøndum Ancher (geborene Brøndum; * 18. August 1859 in Skagen; † 15. April 1935 ebenda) war eine dänische Malerin des Impressionismus. Sie war eine Skagen-Malerin und ist als einzige der bekannten Künstlergemeinschaft in Skagen geboren.
Herauszuheben ist an Anchers Malerei die gelungene Farbgestaltung sonnendurchfluteter Interieurs. Ausgehend vom Naturalismus und angeregt von der impressionistischen Malweise entwickelte Anna Ancher eine eigenständige Bildsprache. Während ihre männlichen Kollegen Pleinair malten, bevorzugte Anna Ancher Innenansichten. Häufiges Motiv sind Frauen, die in ihren schlichten Küchen, Wohn- und Arbeitsstuben mit alltäglichen Tätigkeiten beschäftigt sind: Sie rupfen Hühner, stillen ihren Säugling, nähen oder sitzen wie Eine blinde Frau in ihrer Stube in sich gekehrt im Lehnstuhl sowie Fischer, Handwerker und Bauern. In zahlreichen ihrer Werke stellt sie die Schattenwürfe der Fenster, deren Sprossen, Pfosten und Blendenrahmen und der Zimmerpflanzen und Blumen dar, die vom sonnigen Morgen- oder Abendlicht beschienen, auf die Wände, den Fußboden oder auf Tischdecken fallen. Mit ihren empfindsamen Darstellungen von Licht und Schatten verweist Ancher auf das Augenblickhafte der Szene und verleiht der Alltagstristesse poetischen Glanz. In dieser besonderen Synthese aus Naturalismus und Symbolismus entstehen Lebensbilder, die in ihrer Tendenz zur Abstraktion und Steigerung der Farbintensität eine seelische Ausdruckskraft erreichen, die Ancher zu einer der innovativsten Malerinnen ihrer Generation machte.

## Biografie

### Kindheit und Jugend
Anna Brøndum wuchs auf als zweitjüngstes von insgesamt sechs Kindern des Ehepaars Erik Brøndum (1820–1890) und Ane Hedvig Brøndum, geborene Møller (1826–1916). Sowohl zu ihren Geschwistern als auch zu ihren Cousinen Henriette und Martha Møller hegte sie zeitlebens eine sehr enge und innige Beziehung. Erhalten sind zahlreiche Briefe, die die Künstlerin an Martha schrieb. Über die Kindheit und frühe Jugend gibt es nur wenige schriftliche Hinweise. Ein Selbstzeugnis, in dem die Künstlerin rückblickend über ihre Kindheitserinnerungen berichtet, liegt in einem kurzen Artikel von 1911 vor. Darin schildert sie einige Kindheitserlebnisse. Besonders wird hier die tiefe Verbundenheit mit ihrer Mutter offenkundig, der sie viel Respekt entgegenbrachte. Ane Hedvig Brøndum war eine gläubige Frau und nahm ihre Töchter regelmäßig mit in die Kirche und zu abendlichen Bibellesungen.

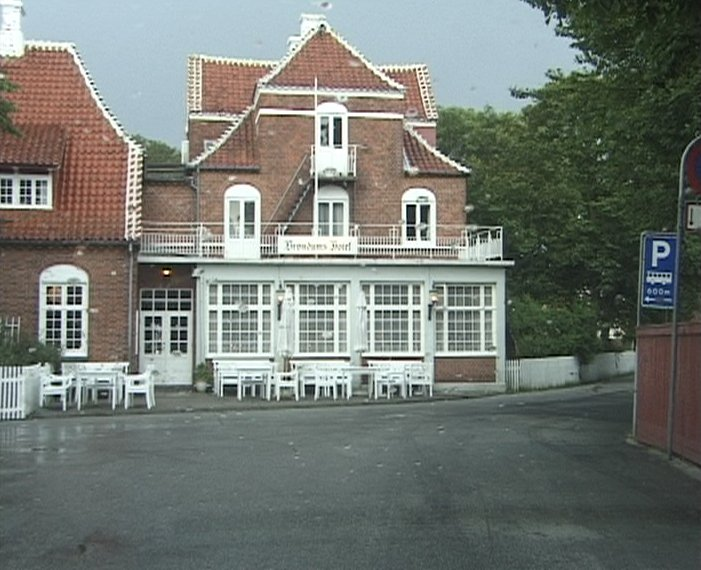
Brøndums Hotel, Skagen, Dänemark

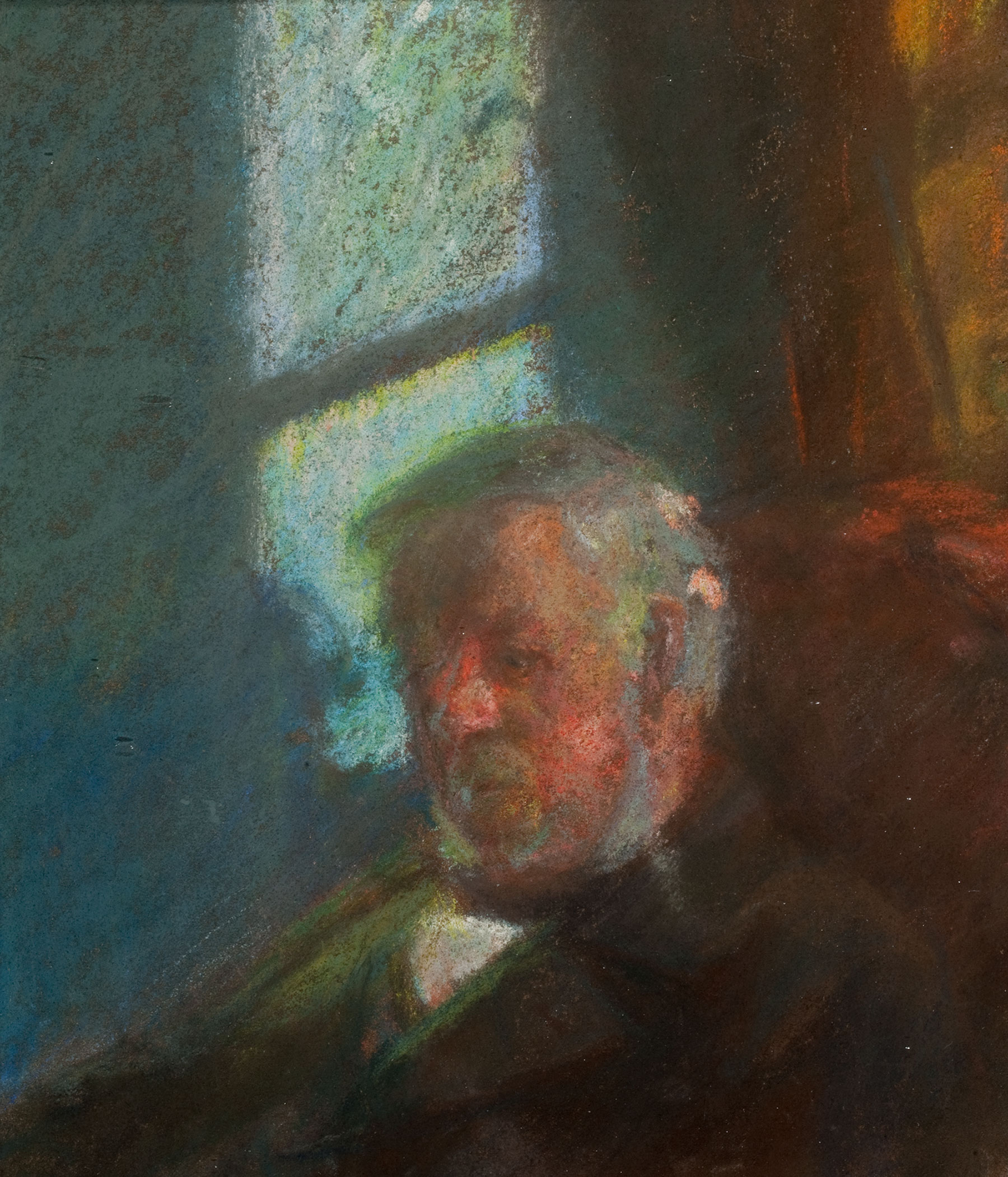
Anna Ancher: Erik Brøndum, der Vater der Künstlerin, circa 1888

Erik und Ane Brøndum führten einen Laden und den einzigen Gasthof in Skagen. Hierher kamen in den 70er Jahren des 19. Jahrhunderts, vorwiegend in den Sommermonaten, einige Künstler von der Kopenhagener Akademie. Von besonderer Bedeutung für Anna wurde das Jahr 1874 durch den Aufenthalt des nur wenige Jahre älteren, von der Kopenhagener Akademie kommenden Malers Karl Madsen (1855–1938). Er besuchte Skagen mehrmals, in diesem Jahr mit seinem Studienfreund, dem auf Bornholm geborenen Maler Michael Ancher (1849–1927). Zu Michael Ancher entwickelte Anna schon im ersten Jahr seiner Besuche eine besondere Beziehung.
Der Fürsprache dieser Künstler und der Aufgeschlossenheit der Eltern gegenüber Kunst ist es zu verdanken, dass diese bald zustimmten, ihre Tochter nach Kopenhagen zu schicken.

### Lehrzeit in Kopenhagen
Anna Brøndum sollte in der privaten Zeichenschule Vilhelm Kyhns Unterricht im Zeichnen erhalten, was damals eine Ausnahme war. Erst vierzehn Jahre nach ihrer Berufsentscheidung, 1888, wurde in Kopenhagen an der Akademie eine Kunstschule für Frauen eröffnet. Der Unterricht verlief bis 1908 separat, also noch immer getrennt von den männlichen Schülern. Im Herbst 1875 reiste sie zum ersten Mal nach Kopenhagen, um von nun an in drei Wintern die Zeichenschule des Landschaftsmalers Vilhelm Kyhn zu besuchen, die dieser seit Ende der 1860er Jahre in seiner Privatwohnung leitete. Den Sommer verbrachte sie wieder in Skagen, wo sie unter Anleitung der Künstler weiterarbeitete. Sie lernte vor allem das Malen von Porträts. Im Herbst 1877, bevor die Malerin den letzten Teil ihrer Ausbildung bei Kyhn absolvierte, verlobte sie sich in Skagen mit Michael Ancher.
Die Lehrzeit bei Kyhn vom Herbst 1875 bis zum Frühjahr 1878 trug der Künstlerin zwar die grundlegende professionelle Anleitung zur Malerei ein; wesentliche Schritte ihrer Künstlerlaufbahn wurden jedoch in Skagen vollzogen.

### Rückkehr nach Skagen
Die enge Verbundenheit Anchers mit Skagen zeigen nicht nur ihre über Jahrzehnte hinweg entstandenen Gemälde und Skizzen, sondern auch die schriftlichen Äußerungen der Malerin. Sie betonte die Ruhe und Stille, die sie als anregend empfand, ganz im Kontrast zur Hektik der Großstadt.
Ihren ersten öffentlichen Erfolg erlebte die Malerin 1880 auf der großen Charlottenborger Frühjahrsausstellung, wo sie unter ihrem Geburtsnamen Anna Brøndum ausgestellte und von der Tageskritik als „besonders vielversprechende Debütantin“ gelobt wurde. Von da an nahm Anna Ancher regelmäßig mit insgesamt zirka 188 Werken an den jährlichen Frühjahrsausstellungen teil.
Im selben Jahr, genau am 21. Geburtstag der Malerin, fand in Skagen die Hochzeit mit Michael Ancher statt.
Im Sommer 1882 unternahm Anna Ancher gemeinsam mit ihrem Mann, der vom Staat ein Stipendium empfangen hatte, ihre erste Auslandsreise. Sie führte über Deutschland nach Wien, wo Michael Ancher auf der Ersten Internationalen Kunst-Ausstellung in Wien mit einem Gemälde vertreten war. Hier entdeckte sie Vermeer und das niederländische 17. Jahrhundert für sich, und sie begegnete dem anerkannten dänischen Maler Peder Severin Krøyer, der noch im gleichen Sommer nach Skagen kam. Im Jahre 1883 wurde Anna und Michael Anchers einzige Tochter Helga geboren. Nach der Geburt der Tochter zogen sie 1884 in das Haus im Markvej in Skagen, die Malerin blieb weiterhin künstlerisch tätig.

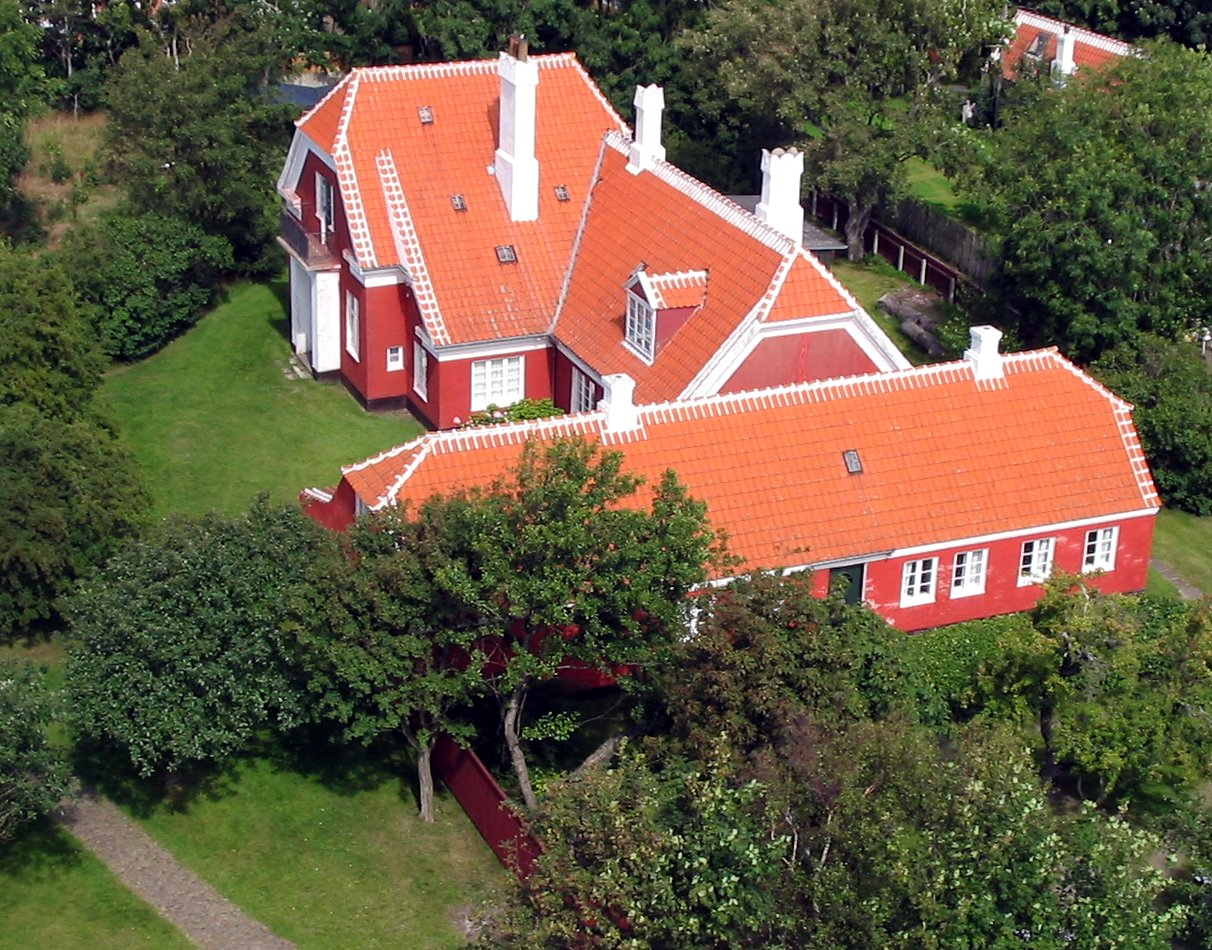
Michael und Anna Anchers Haus in Skagen
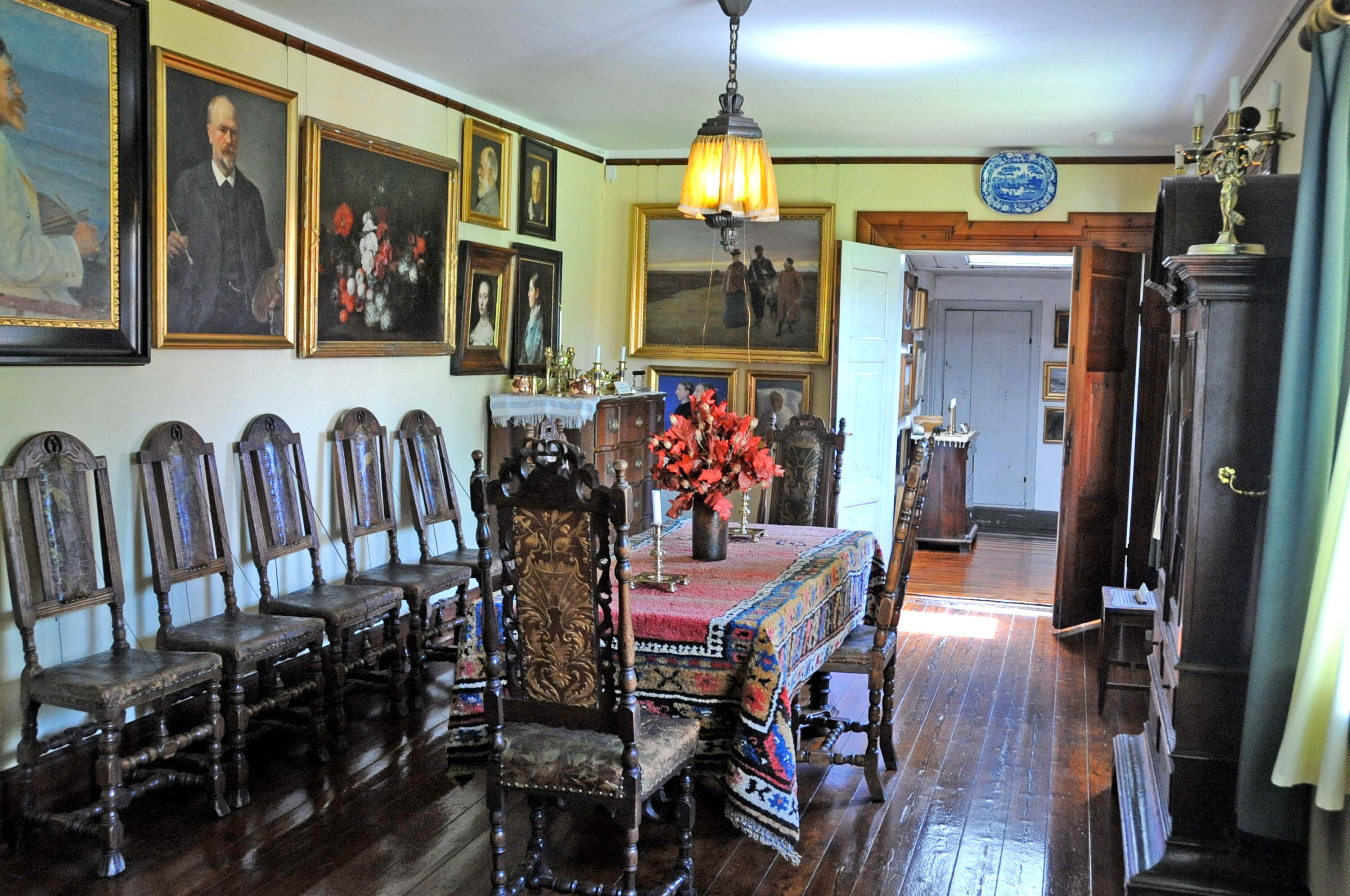
Anchers Haus, Interieur
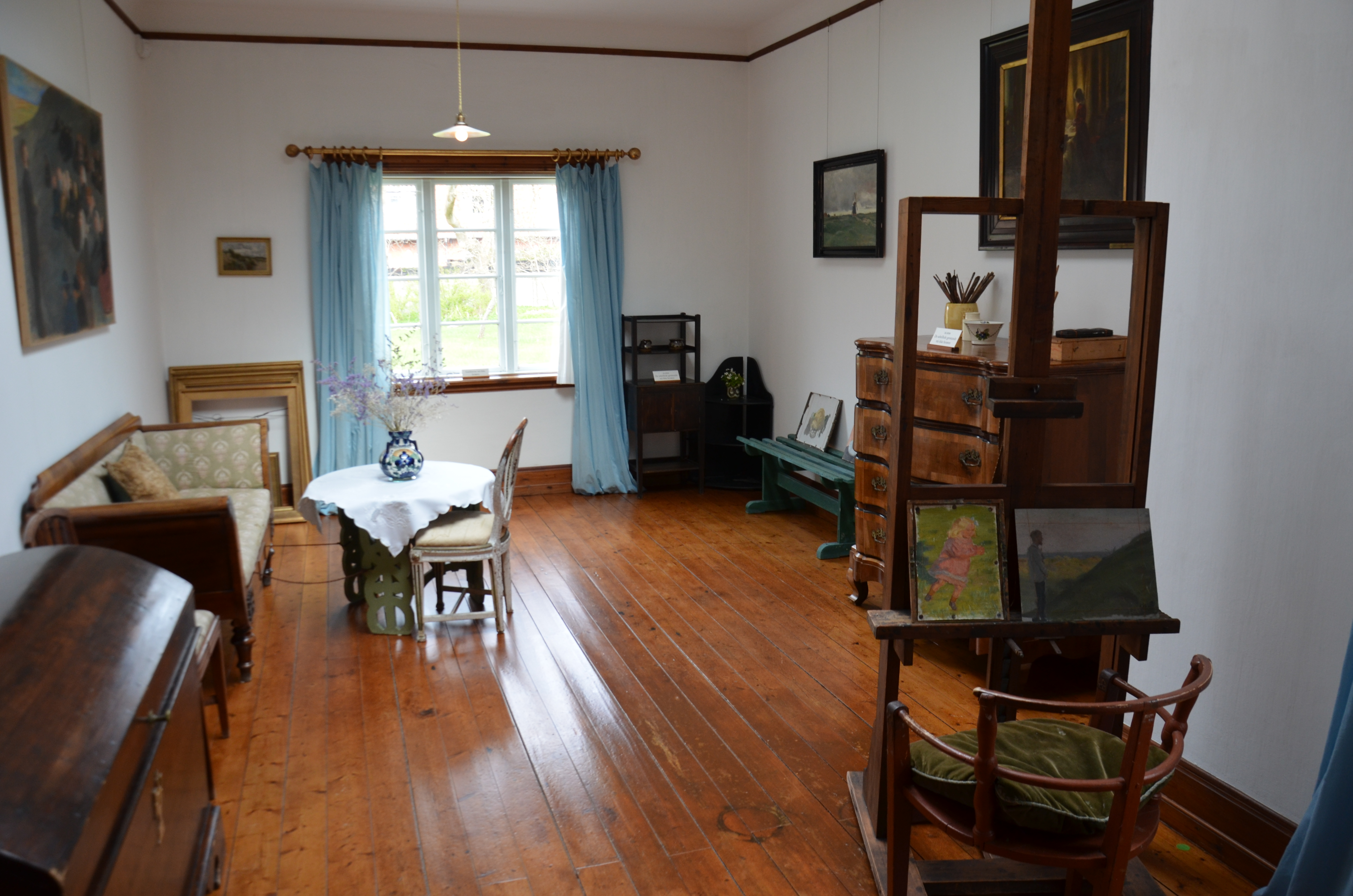
Anchers Haus, Atelier

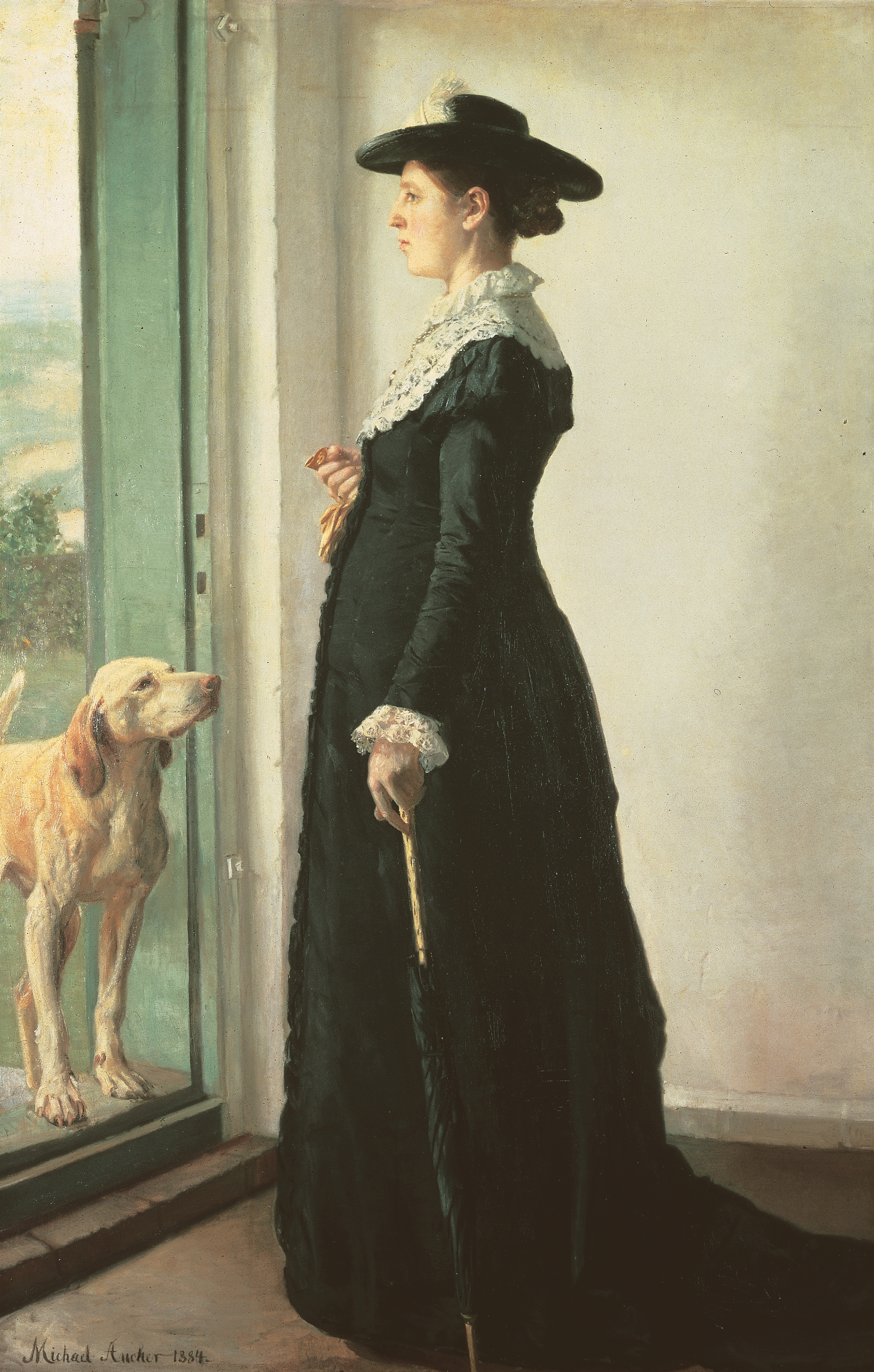
Michael Ancher: Porträt meiner Frau. Die Malerin Anna Ancher. 1884, Sammlung Hirschsprung

Die Familie Brøndum sorgte für Helga, wenn Anna und Michael Ancher auf Reisen gingen. Eine der längeren Reisen führte sie 1885 nach Paris, Holland und Belgien.
1888, im Jahr der „Großen Französischen Ausstellung“, unternahmen die Anchers eine weitere Parisreise: sie reisten in Begleitung der finnischen Freundin und Künstlerin Hanna Rönnberg in die französische Kunstmetropole, wo Anna bei Puvis de Chavannes Kunstunterricht nahm.
1891 nahm Anna Ancher an der „Großen Internationalen Ausstellung“ in Berlin teil.
Seit dem Jahr 1887 beteiligte sich Anna Ancher kontinuierlich an Ausstellungen, so auch an den Weltausstellungen in Paris, Chicago, Berlin, Budapest und Rom.
Anna Ancher starb im April 1935 im Alter von 75 Jahren. Sie liegt zusammen mit Michael Ancher auf dem Assistens Kirkegård in Skagen begraben, wo später auch die Tochter ihre letzte Ruhestätte neben den Eltern fand.
Durch die Sammlung im Skagens Museum ist ein beträchtlicher Teil ihrer Werke der Öffentlichkeit zugänglich. Die Tochter Helga Ancher vermachte ihr Elternhaus einer Museumsstiftung: Das Michael & Anna Anchers Hus kann besichtigt werden.

### Internationale Kunst
Das Echo auf die auf der Weltausstellung in Paris 1878 gezeigte dänische Kunst war sehr negativ, und eine neue Generation, mit dem Kunsthistoriker Julius Lange an der Spitze, erkannte die Ursache dafür in der nationalen Isolation der vorangegangenen Jahrzehnte. Auf die Maler, die das Leben des Volkes geschildert hatten und nur in seltenen Fällen weiter als bis Jütland gereist waren, folgte eine Generation ehrgeiziger Künstler, für die eine Bildungsreise ins Ausland, meistens nach Frankreich, den krönenden Abschluss ihrer Jahre an der Kunstakademie darstellte. So ließen sich P. S. Krøyer wie auch Laurits Tuxen an Malerschulen in Paris weiterbilden. Keiner von ihnen begriff jedoch, dass der Realismus jetzt auf dem Rückzug war. In den 80er Jahren des 19. Jahrhunderts bevorzugten die Künstler in der Künstlerkolonie von Skagen eine Freilichtmalerei, die dem Künstler, seinen Freunden und seiner Umgebung neue Bedeutung zukommen ließ, sie lösten sich aber nicht von dem traditionellen Malstil. Der außerordentlich begabte Krøyer und Michael Ancher mit seinen soliden Darstellungen der heroischen Taten der Fischer verkörpern jeder für sich die Vollendung einer Epoche. Nur die aus Skagen stammende Anna Ancher, die 1880 Michael Ancher heiratete, deutete mit ihrer Empfindsamkeit für das besondere Licht von Skagen auf den Impressionismus hin. Das Gleiche galt für den Landschaftsmaler Theodor Philipsen, der in seiner Jugend Kontakt zu dem Franzosen Paul Gauguin während dessen Aufenthalts in Kopenhagen hatte und der später seine leuchtenden und farblich vibrierenden Motive unter den Tieren der Insel Saltholm fand.

## Anna Ancher und die Künstlergemeinschaft der Skagen-Maler

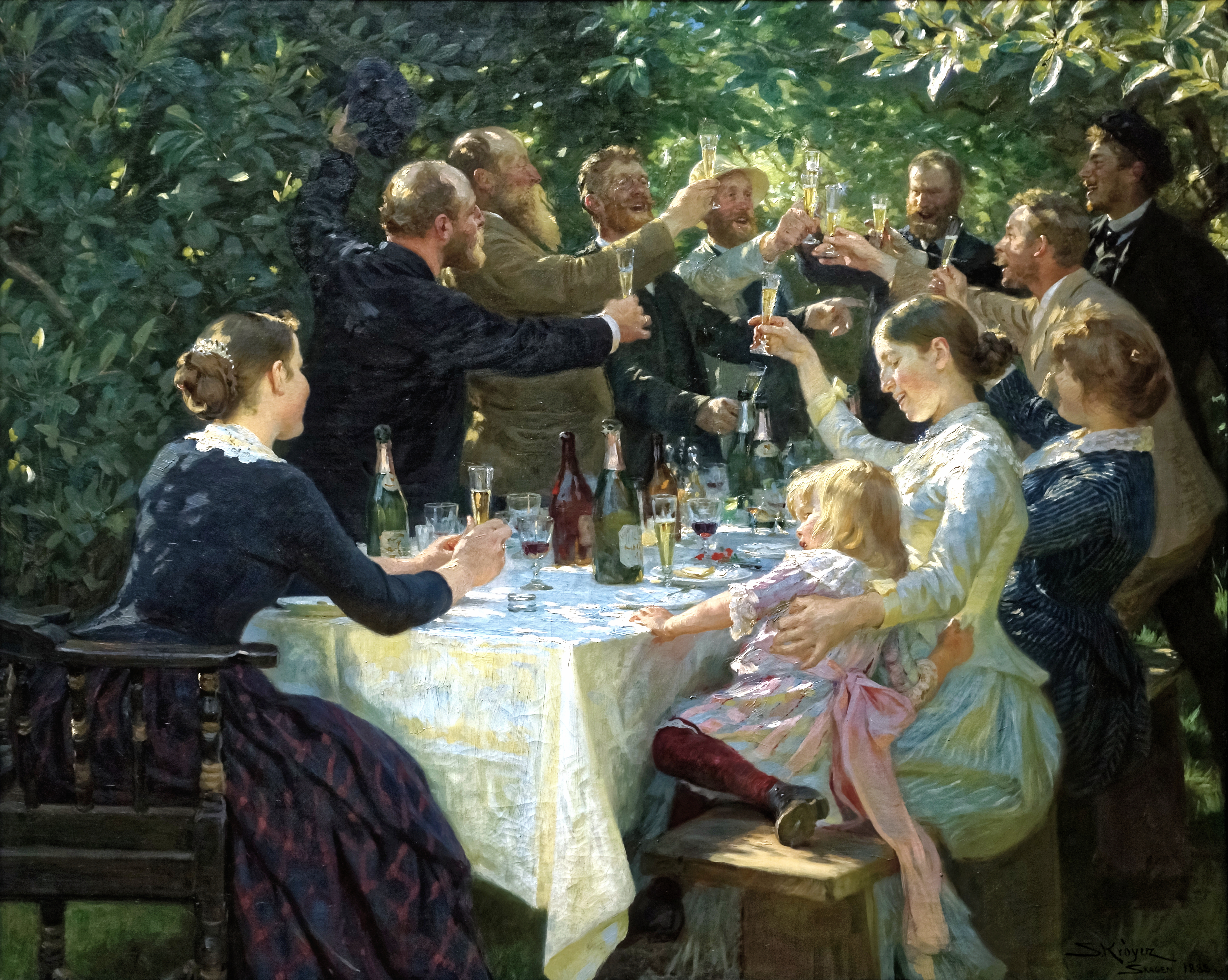
Peder Severin Krøyer: Hip, Hip, Hurra! Künstlerfrühstück in Skagen, 1888, v. l. n. r.: Martha und Viggo Johansen, Christian Krohg, Peder Severin Krøyer, Degn Brøndum, Michael Ancher, Oscar Björck, Thorvald Niss, Helene Christensen, Anna Ancher mit ihrer Tochter Helga, Göteborgs konstmuseum

Die Maler von Skagen nehmen einen wichtigen Platz in der Kunstgeschichte Dänemarks ein; sie schufen Freilichtmalerei und Darstellungen aus dem Volksleben – letztere unsentimental, also anders als das Bauerngenre der Düsseldorfer Akademie und ihrer Schüler.
Die von den Skagener Malern gegründete Künstlergemeinschaft, die naturalistisch und impressionistisch inspiriert war, gruppierte sich um die zentrale Persönlichkeit Peder Severin Krøyer. Weitere Maler neben Krøyer, dem norwegischen Maler Christian Krohg und dem Ehepaar Ancher waren Viggo Johansen, Karl Madsen, Laurits Tuxen (1853–1927) und Karl Locher. Mehrere Vereinsmitglieder waren mit Anna Ancher verwandt oder verschwägert.
Die impressionistische Malweise Christian Krohgs (1852–1925), der bereits 1879 zum ersten Mal nach Skagen gekommen war, übte Einfluss auf Anna Anchers künstlerisches Schaffen auch in den 1880er Jahren aus.
Karl Madsen, der sich anstatt der Malerei bald ausschließlich der Kunstgeschichte widmete, war der Künstlerin ein guter Freund und gehörte darüber hinaus zu Anna Anchers engagiertesten Kritikern und Förderern. Eine Freundschaft bestand auch zu dem seinerzeit international Aufsehen erregenden dänischen Literaturhistoriker und Kritiker Georg Brandes. Bereits 1908 gründeten die Künstler gemeinsam das Skagen Museum. Es befindet sich auf dem Gelände des ehemaligen Hotelgartens, das der Hotelbesitzer und Bruder Anna Anchers, Degn Brøndum, dem Museum zur Verfügung gestellt hatte. Das ehemalige Wohnhaus und Atelier der Anchers gehört ebenfalls zum Skagener Kunstmuseum.

## Werk und Bedeutung

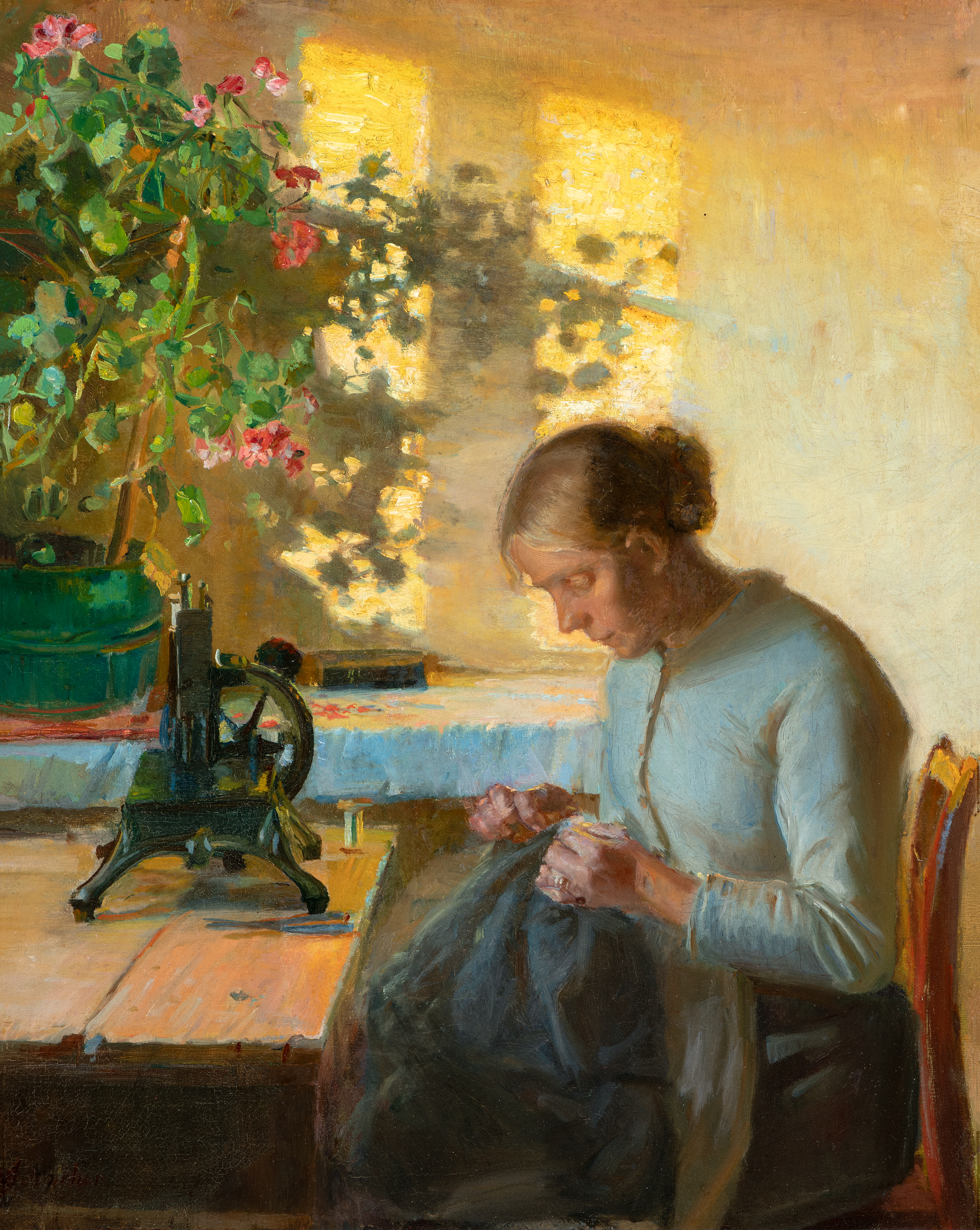
Anna Ancher: Nähendes Fischermädchen, um 1890, Randers Kunstmuseum

Die in der jüngeren außerskandinavischen Kunstgeschichtsschreibung bislang kaum beachtete Malerin Anna Ancher gilt als begabte Koloristin. Ihr wird eine bedeutende Rolle in jener Malergeneration zuerkannt, die Impulse der französischen Impressionisten aufgriff und der Moderne in der dänischen Malerei zum Durchbruch verhalf. Ihr Werk wird im Zusammenhang mit der Darstellung der Skagener Künstlerkolonie, der sie angehörte, stets als besonders qualitätsvoll bezeichnet. Dabei wird zugleich betont, dass sie sich thematisch auf Motive ihrer häuslichen Umwelt in Skagen beschränkte. Vor allem die unverwechselbare, leuchtend helle und zugleich feinsinnige Farbigkeit ihrer Bilder gibt nach dieser bisherigen Beurteilung ihrem künstlerischen Schaffen bleibenden Wert.
Kunstgeschichtliche Herleitung und Einordnung der Malerei Anna Anchers beschränken sich bisher auf die Feststellung ihres Interesses an der holländischen Malerei des 17. Jahrhunderts sowie darauf, dass sie Anregungen von verschiedenen Malerkollegen in Skagen erhielt, von denen Karl Madsen, Michael Ancher und der Norweger Christian Krohg meist namentlich erwähnt werden. Vor allem der letztgenannte habe, 1882 aus Paris kommend, unter dem Eindruck Édouard Manets und anderer Impressionisten, die entscheidenden farblichen Neuerungen im Werk der Künstlerin bewirkt.
Anna Ancher verdient in der europäischen Malerei des 19. und frühen 20. Jahrhunderts einen prominenten Rang, der den Vergleich mit bislang international weitaus bekannteren Künstlernamen wie Max Liebermann, Mihály Munkácsy, Jozef Israëls, Johan Hendrik Weissenbruch oder Anton Mauve keineswegs scheuen muss. Mit diesen Künstlern teilt sie die bewusste Rezeption holländischer Malerei des 17. Jahrhunderts und die Bewunderung des großen Leitbildes Jean-François Millet. Unabhängig von den Genannten entwickelte sie ein völlig eigenständiges, von den Strömungen der französischen impressionistischen Malerei beeinflusstes Kolorit, setzte dieses aber überwiegend für ihre inhaltlichen Anliegen ein. Auch wenn dabei die Mittlerrolle des in Deutschland und Frankreich geschulten norwegischen Malers Christian Krohg nicht zu unterschätzen ist, kann sich Anna Anchers Malerei auch neben seiner engagierten Kunst in der Qualität behaupten.

### Interieurs

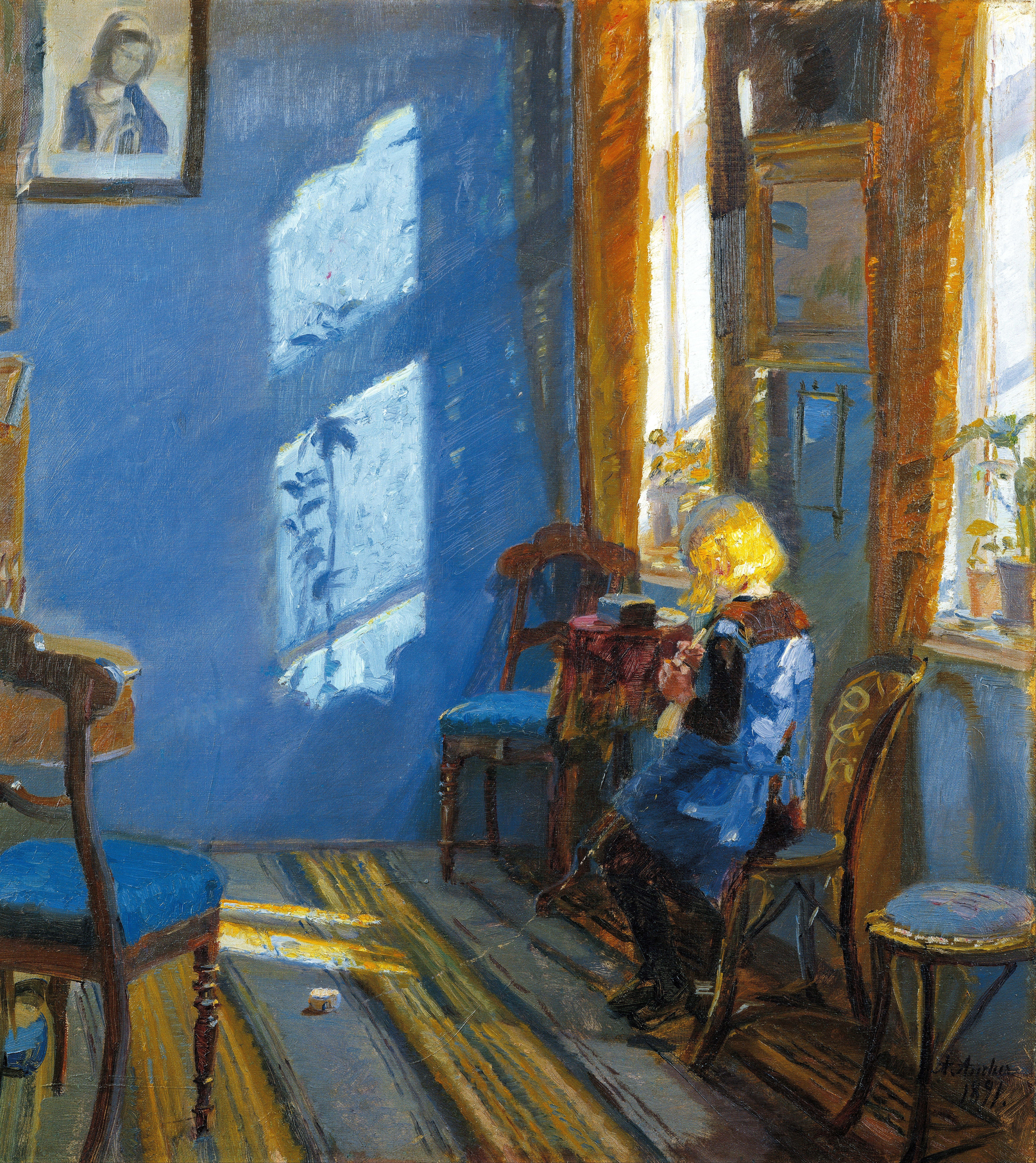
Anna Ancher: Sonnenschein in der blauen Stube, Helga Ancher im Zimmer der Großmutter, 1891, Skagens Museum

In Dänemark ist Anna Ancher als Interieurmalerin mit besonderer koloristischer Fähigkeit beliebt, die sich speziell auf die Wiedergabe von Sonnenschein im Innenraum bezieht. Figuren, die diese Räume beleben, haben eine untergeordnete Rolle.
Das bekannteste Interieur Anna Anchers ist wohl Sonnenschein in der blaue Stube aus dem Jahre 1881. Im Unterschied zu den niedrigen Innenräumen der typischen Skagen-Häuser war die blaue Stube in Annas Elternhaus ein Raum mit hohen Fenstern und gutbürgerlicher Inneneinrichtung. Die kräftigen Farben entsprechen dem Zeitgeschmack und der regionalen Gewohnheit: Blaue Tapete beziehungsweise Wandanstrich, blauer Bezugsstoff der Stühle, goldgelbe Fenstervorhänge, ein Teppich, der die Farben von Wand und Vorhängen in einem großzügigen Streifenmuster wiederholt. Das durch die beiden schmalen hohen Fenster hereinscheinende Sonnenlicht hellt die Farben großflächig auf, indem es den Lichtreflex der Fensterform mit seiner Rahmeneinteilung auf die Fensterlaibung, auf die Wand und in freierer Form auf den Teppich zeichnet. Die kleine Tochter der Künstlerin, die – schräg von hinten gesehen – häkelnd vor dem Fenster sitzt, ist Teil der fröhlichen Farbigkeit dieses durchsonnten Raumes. Die blaue Kleiderschürze entspricht dem Blau der Wände, das braune Kleid und die Strümpfe entsprechen dem Holzton der Möbel, das Goldblond der Haare passt zur Farbe der Vorhänge.

### Rückenfiguren
Anna Anchers Bild Pigen i køkenet, Die Magd in der Küche, von 1886/1887 zeigt ebenso wie das 1889 entstandene Bild Ut i världen, Hinaus in die Welt, der Finnin Maria Wiik eine Frau vor der Folie eines von Sonnenlicht durchschienenen Vorhangs. Die Frauen werden durch diese Form der Lichtregie erneut gerahmt; ihre Konturen verschärfen sich im Gegenlicht und ihre Köpfe scheinen selber Licht auszustrahlen. Anna Ancher baut einen Farb- und Strukturkontrast zwischen dem hellgelben, durchscheinenden Vorhang und der tiefschwarzen Bluse der Frau am Fenster auf, der durch den roten Rock verstärkt wird. Derselbe Kontrast wird von Maria Wiik angewendet und umgibt in ihrem Bild die stehende junge Frau mit einer Aura.
Interieurs mit Rückenfiguren

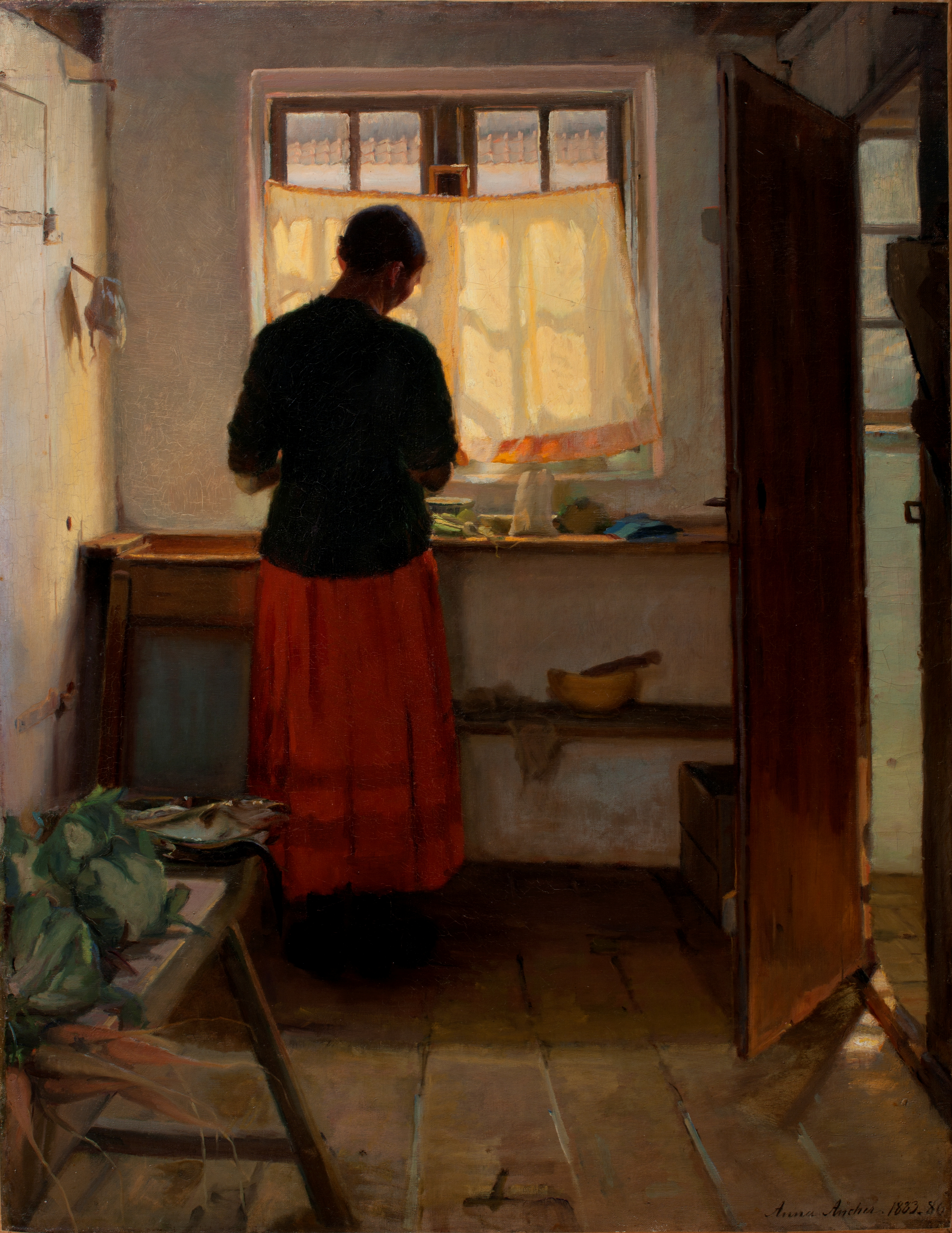
Die Magd in der Küche, 1883 und 1886, Sammlung Hirschsprung
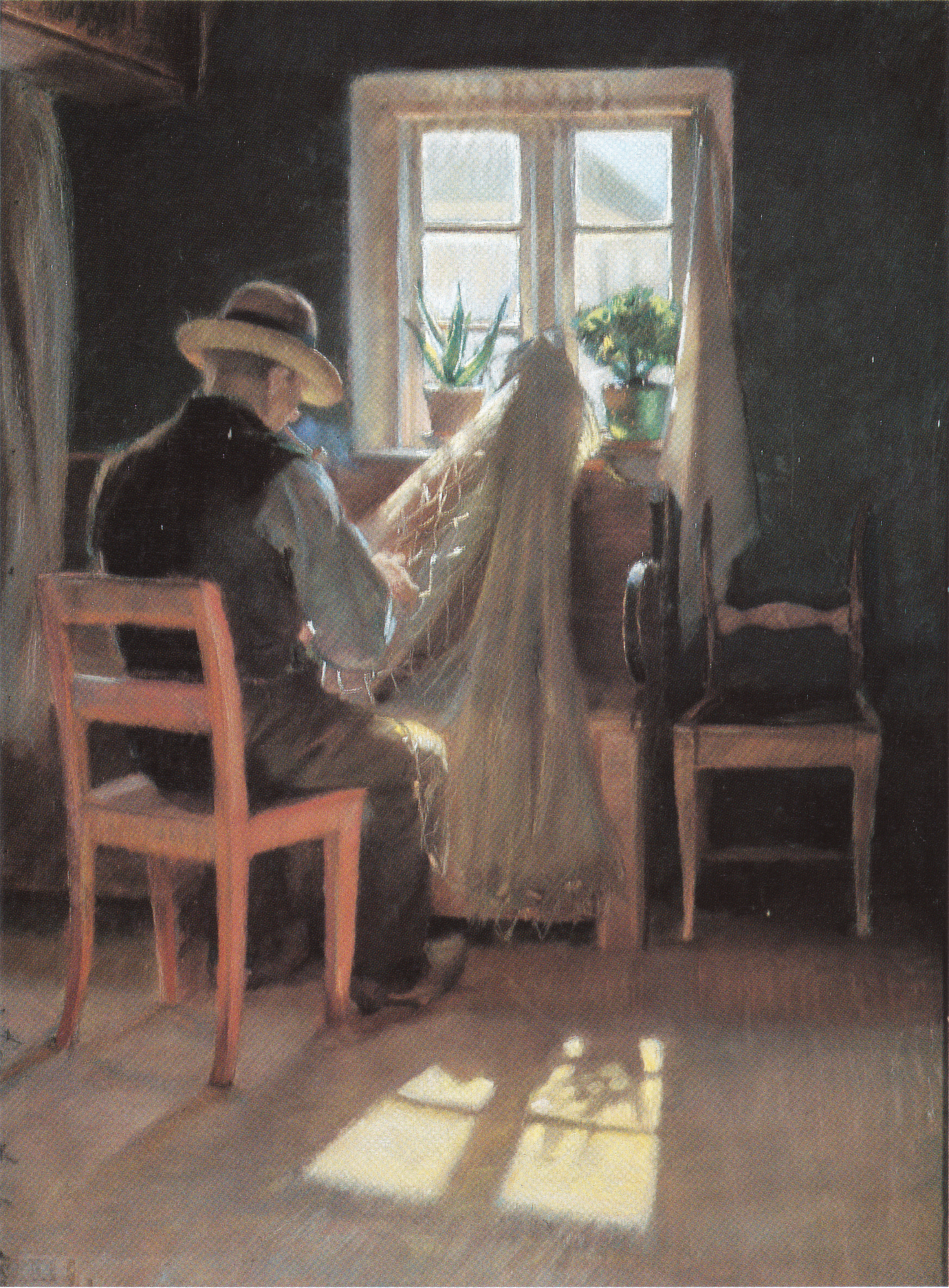
Der Fischer Kræn Wollesen flickt ein Netz, 1886, Skagens Museum
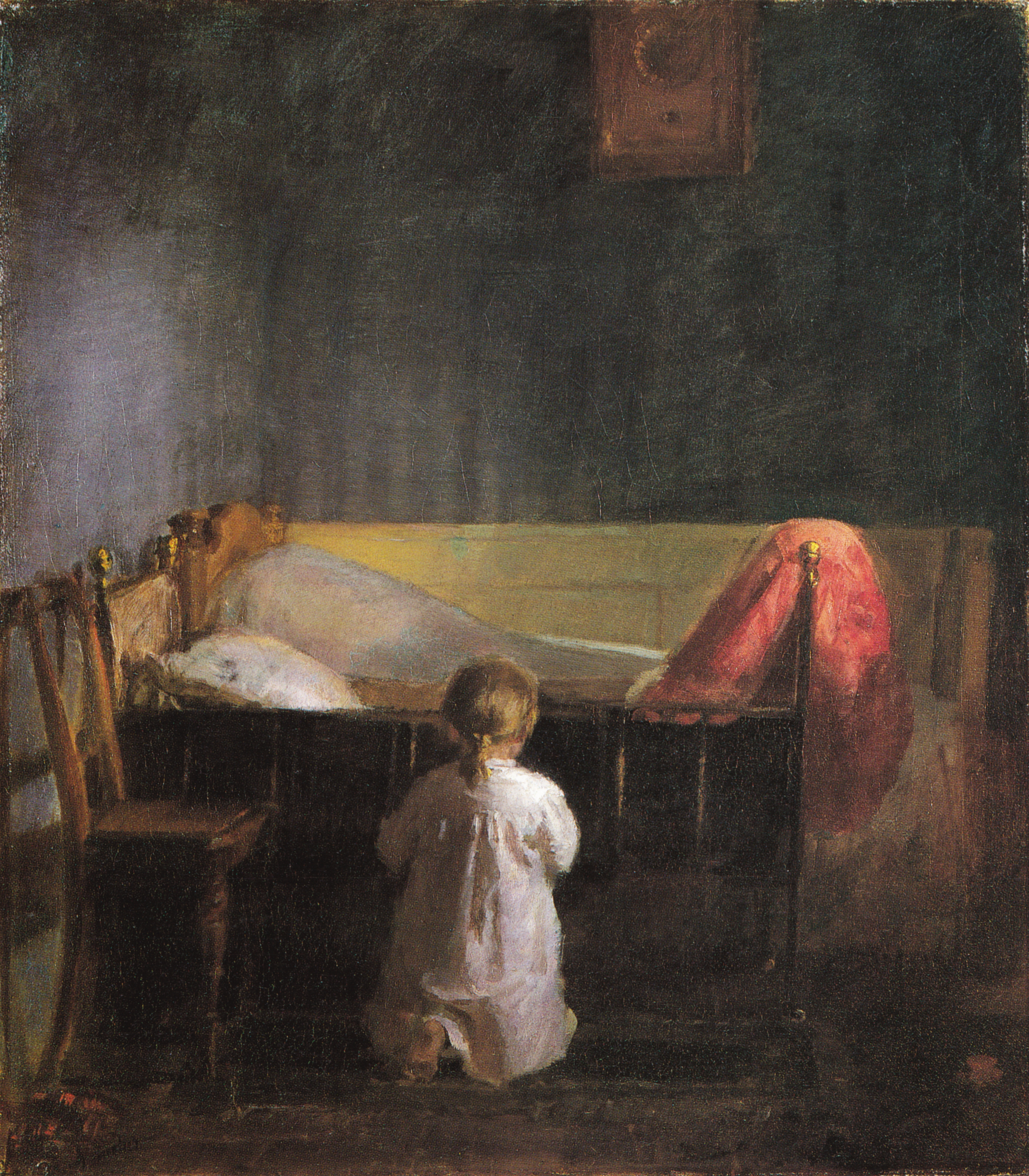
Abendgebet, circa 1888, Skagens Museum
Interieur mit der Tochter der Malerin, Helga, nähend, circa 1890

### Porträts
Anna Ancher als Porträtmalerin wählte sich ihre Modelle bevorzugt aus dem engeren Familienkreis. So gehören ihre Mutter, Ane Hedvig Brøndum, ihr Mann Michael Ancher und ihre Tochter Helga zu den am häufigsten von ihr Porträtierten. Darüber hinaus waren es enge Freunde und Bekannte der Familie, vor allem aber einfache Menschen aus Skagen, die sie als Nachbarn gut kannte und ohne Rücksicht auf ihren sozialen Rang in dem kleinen Fischerort im Porträt festhielt.
Eine von Anna Ancher häufig gewählte Form des Porträts ist das strenge Profil, besonders häufig als Brustbild oder auch in Halb- oder Dreiviertelfigur. Damit knüpfte sie an die aktuelle Porträtmalerei ihrer Skagener Künstlerkollegen an.

Michael Ancher malt am Ufer, 1901, Dänisches Nationalmuseum
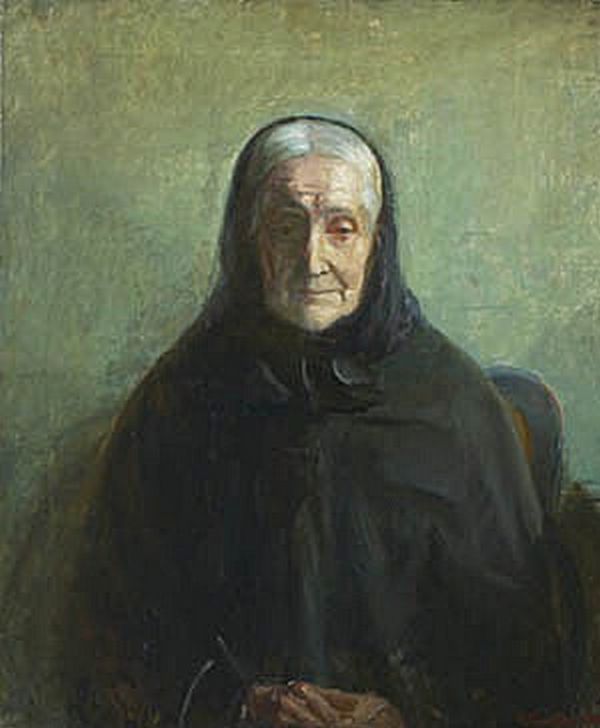
Porträt meiner Mutter, 1908
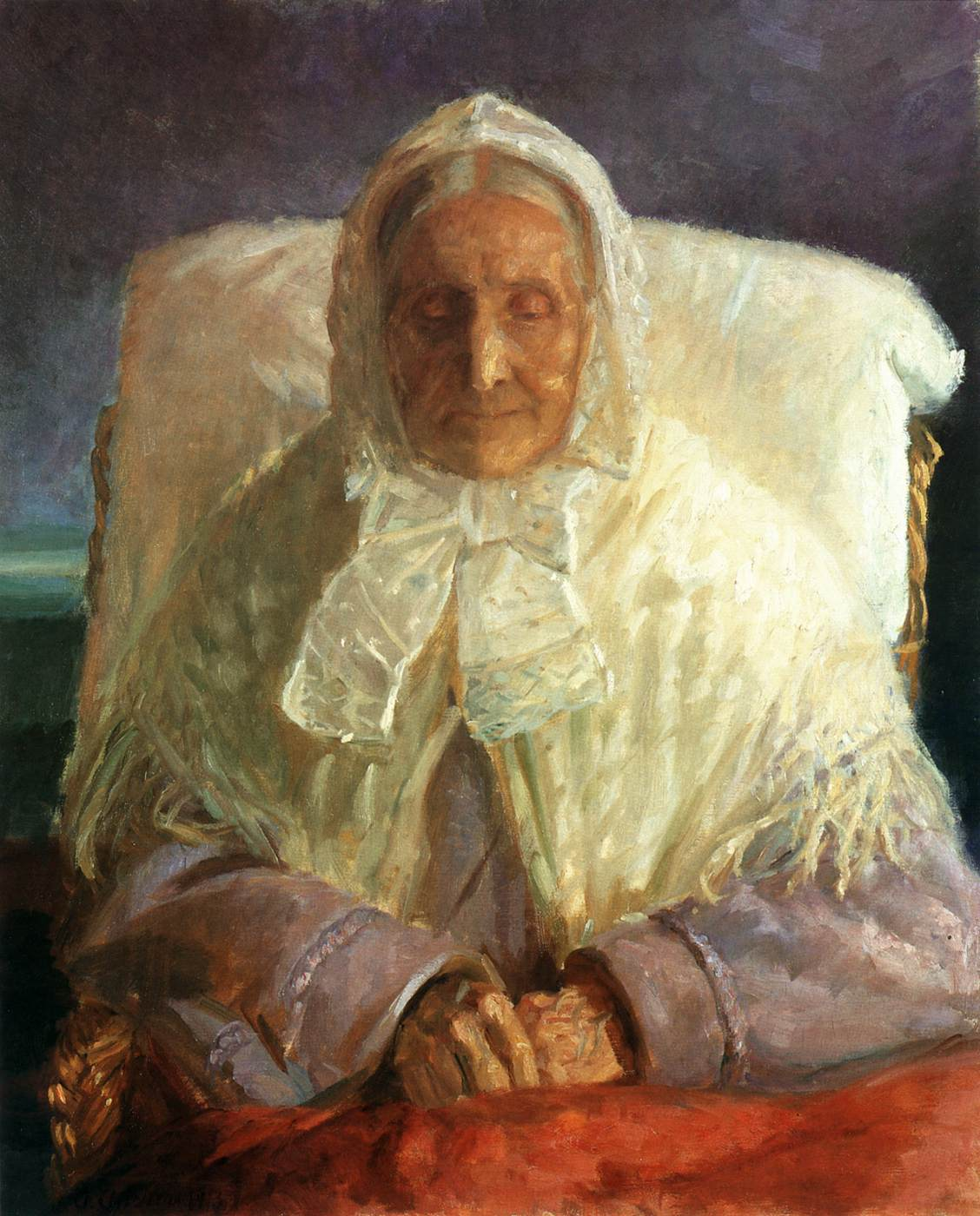
Ane Hedvig Brøndum, die Mutter der Künstlerin, 1913, Skagens Museum
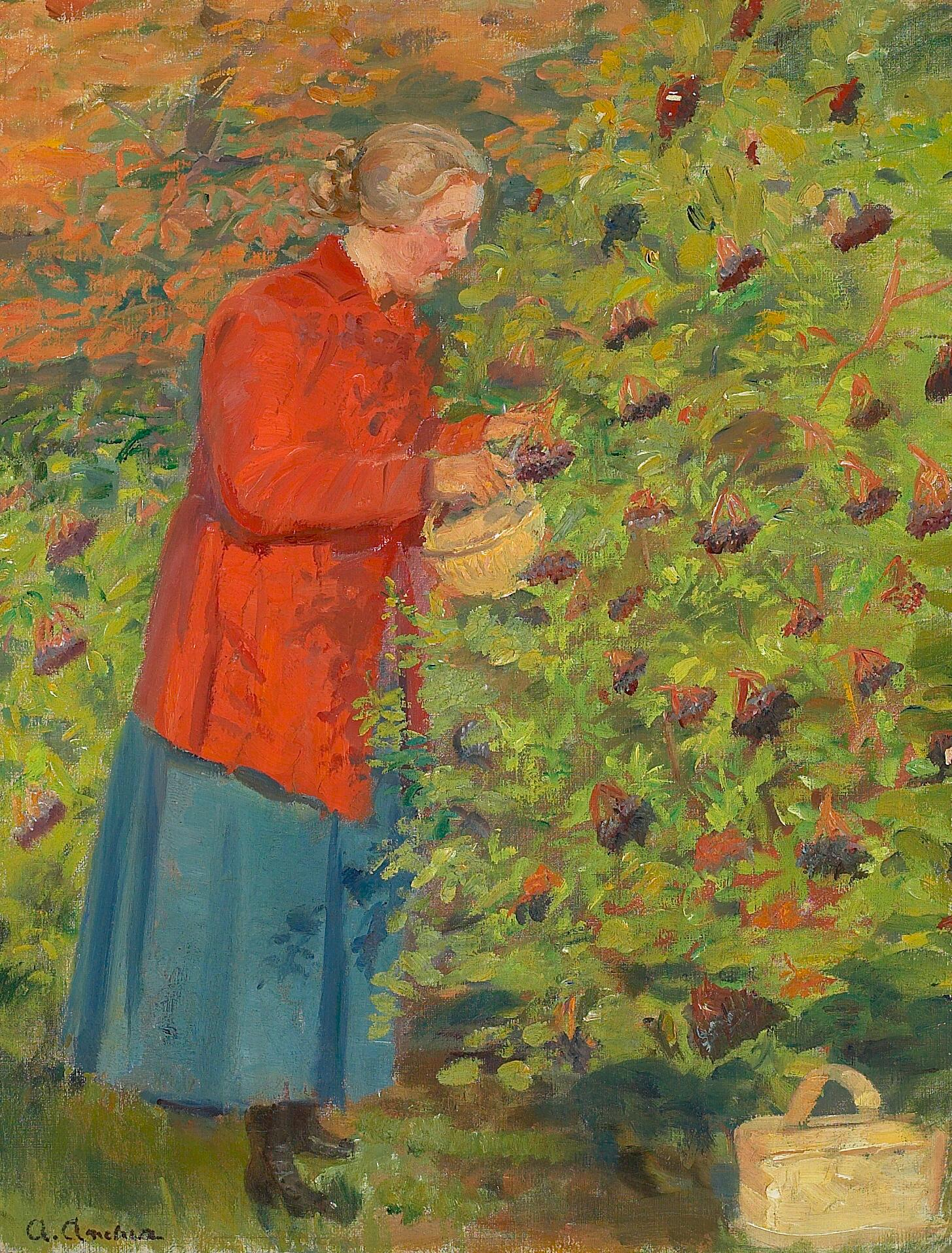
Helga Ancher, Holunderbeeren pflückend, zwischen 1893 und 1935

### Mutter und Kind

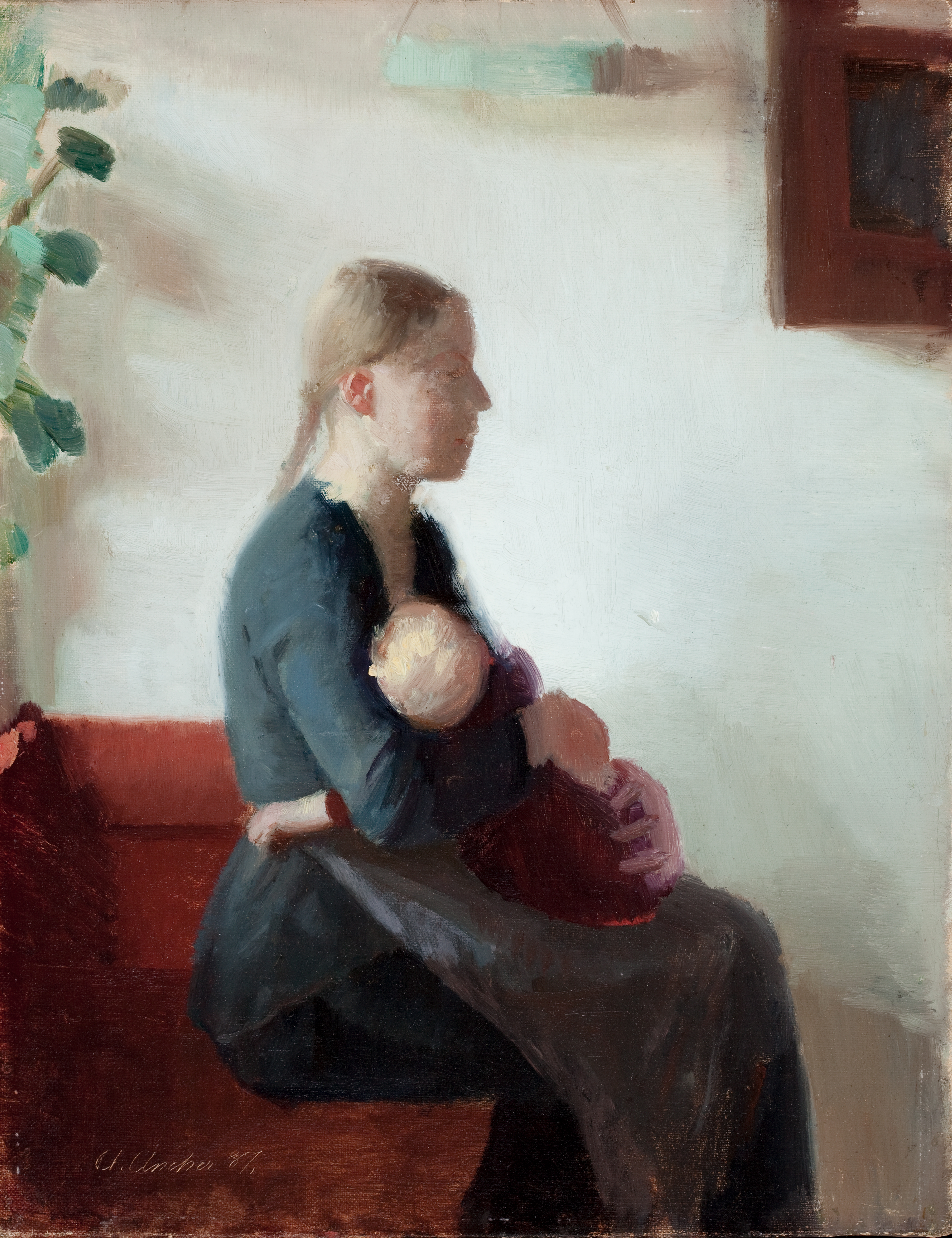
Anna Ancher: Junge Mutter mit Kind, 1887, Skagens Museum

In die Reihe ernster Darstellungen würdevoller Frauengestalten gehört das Bild Junge Mutter mit Kind. Auffällig ist die ungewöhnliche Beleuchtung, die Vorderkopf, Stirn, Nase, Auge, Mund und Kinn in tiefem Schatten belässt, während der Hinterkopf, das Ohr und die breite Wange sowie die rückwärtige Seite des Halses in helles Tageslicht getaucht sind. Der gesenkte Blick versteckt noch den schwermütigen, nach innen gekehrten Ausdruck dieser jungen Mutter, die ihr Kleinkind zwar innig im Arm hält, aber keinen Blickkontakt mit ihm sucht. Auch der Betrachter erblickt nur das blonde, ebenfalls hell beleuchtete Hinterköpfchen des Kindes, das in der rechten Armbeuge der Mutter ruht. Schwere Gedanken, Einsamkeit, ja Traurigkeit scheint dieses ernste, ebenmäßige Gesicht der jungen Mutter auszudrücken. Der bewusst eingesetzte Kontrast zwischen Licht und Schatten lässt den Gegensatz zwischen ihrer Jugend und ihrer Stimmung umso nachdrücklicher hervortreten. Doch deuten die aufrechte Rücken- und Kopfhaltung der jungen Frau einen ausgeprägten Willen und auch die Kraft zur Selbstbehauptung an.

### Die blinde Frau

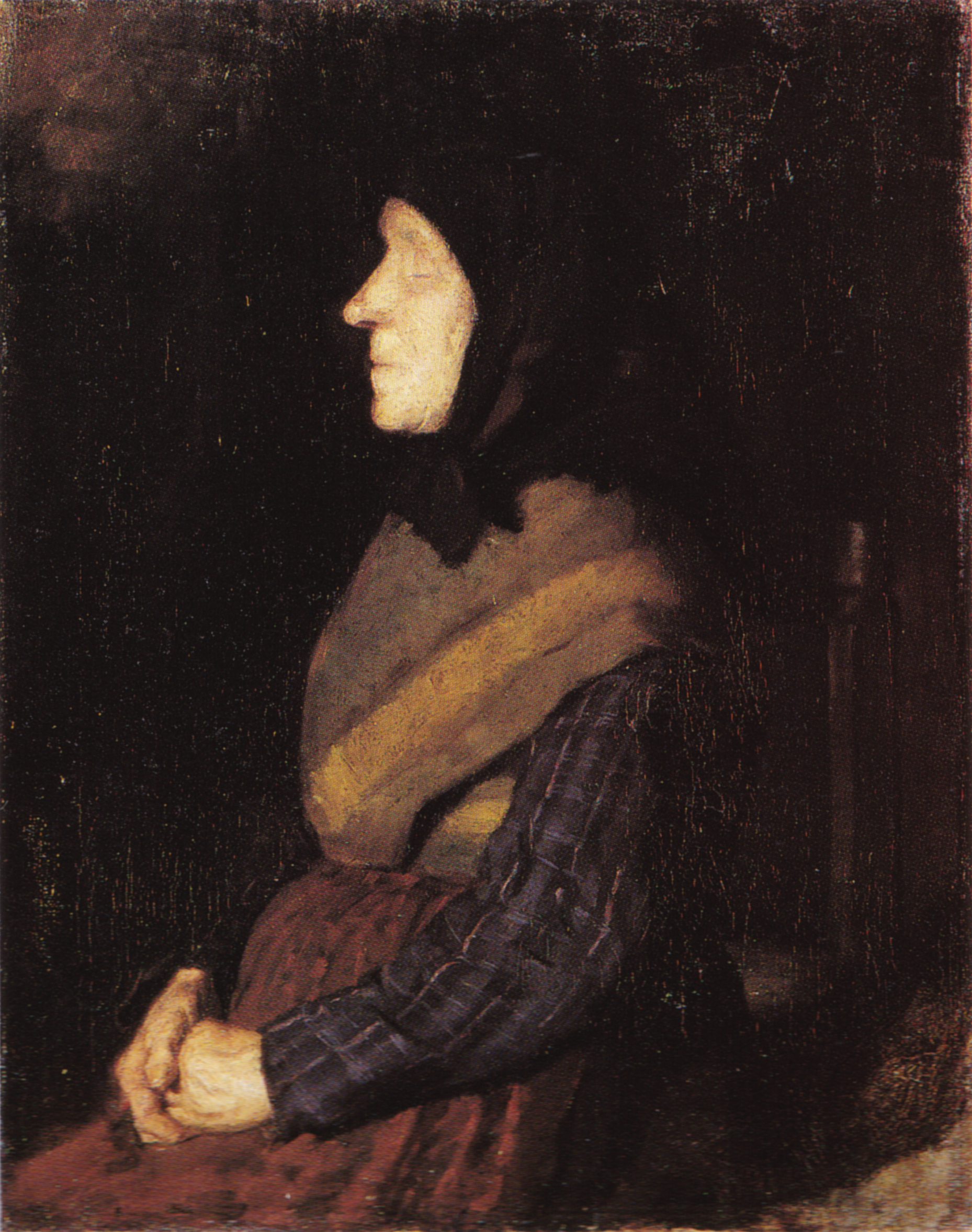
Anna Ancher: Blinde Frau, Blue Ane, Ane Christense Nielsdatter, 1882, Skagens Museum

Die drei bislang unbeachteten Bilder Alte Frau mit Reisigbündel, Zwei Frauen, die im Sitzen eingeschlafen sind und Eine Grübelnde von Anna Ancher gestatten es, bekanntere Bilder der Künstlerin in neuem Kontext zu betrachten und zu interpretieren. Das gilt besonders für die beiden häufiger abgebildeten Gemälde Eine blinde Frau in ihrer Stube von 1883 und Sonnenschein in der Stube der Blinden aus der Zeit um 1885 mit jeweils einer zugehörigen Ölstudie und das thematisch verwandte Porträt Die blinde Frau (Blå Ane) aus dem Jahre 1882. Diese ganze Werkgruppe demonstriert die intensive Auseinandersetzung der Künstlerin mit dem Schicksal einer alten blinden Frau aus Skagen über mehrere Jahre hinweg. Bereits das früheste Bild Die blinde Frau, das in strengem Profil nach links gewandte Porträt der blinden Frau, die in Dreiviertelfigur auf einem einfachen Holzstuhl sitzt, zeigt tiefen Ernst und menschliche Anteilnahme Anna Anchers.

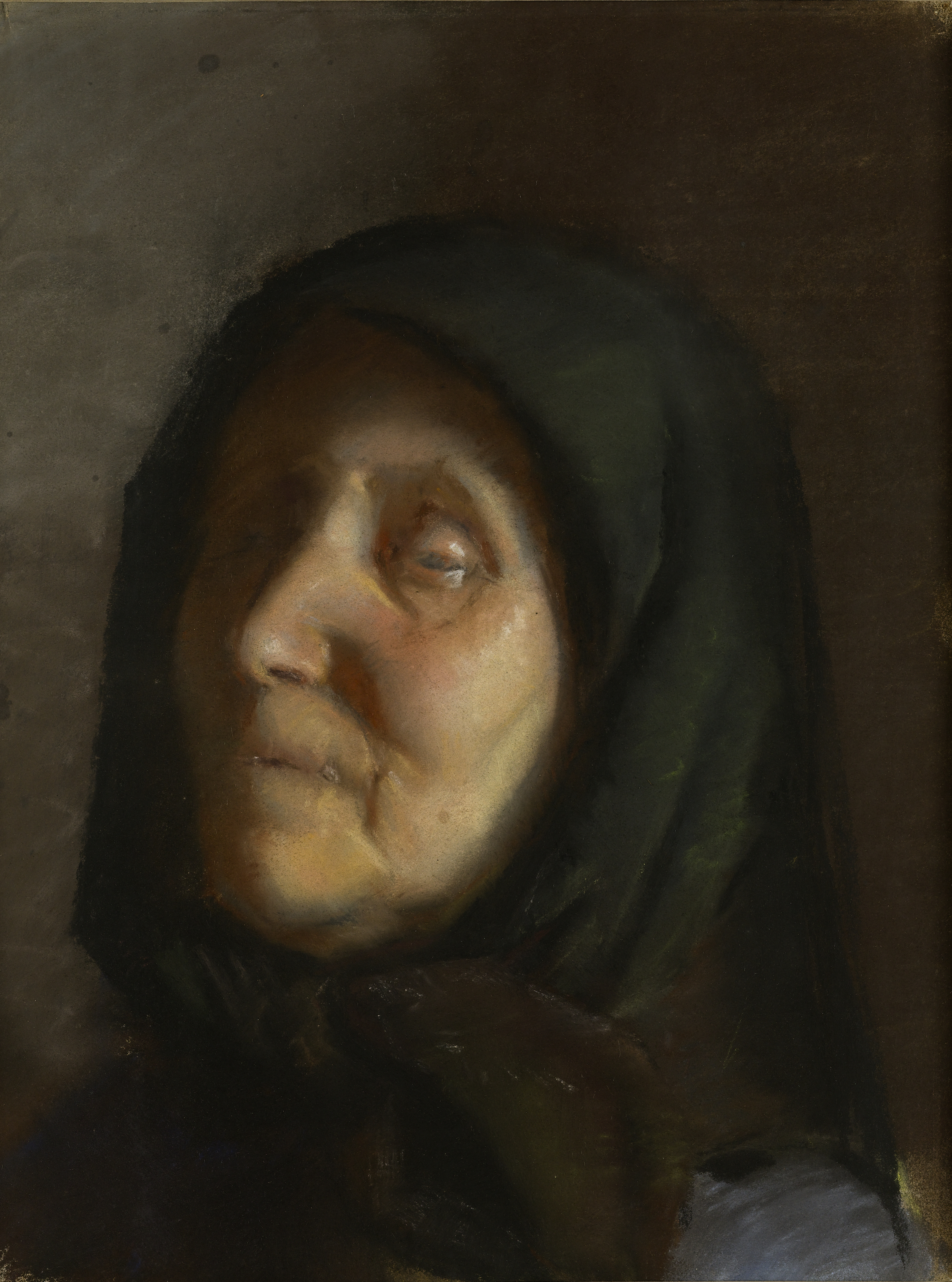
Blinde Frau, 1883–1885, Sorø Kunstmuseum
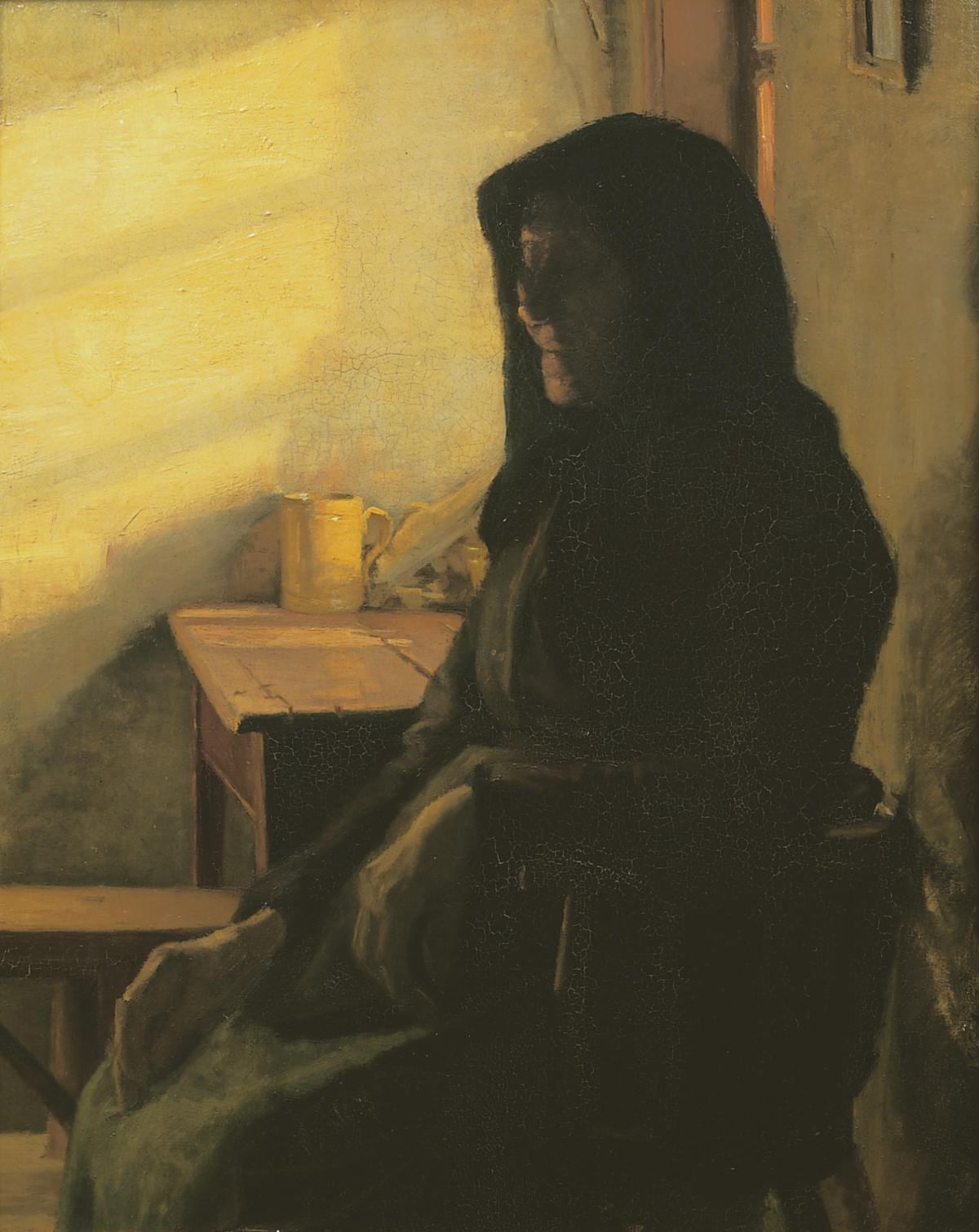
Eine blinde Frau in ihrem Zimmer, 1883, Sammlung Hirschsprung
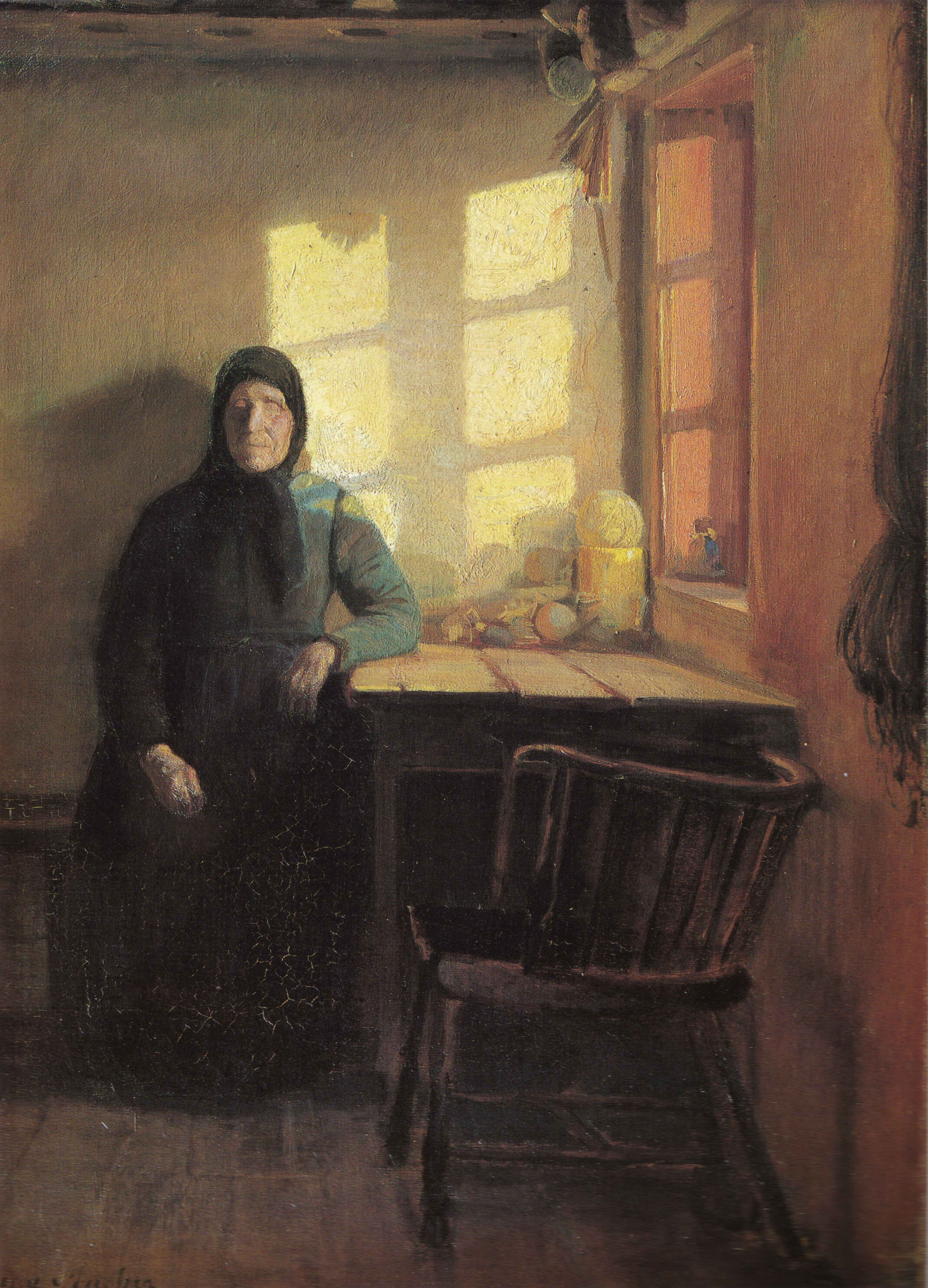
Sonnenschein in der Stube der Blinden, 1885, Sammlung Hirschsprung

### Trauer

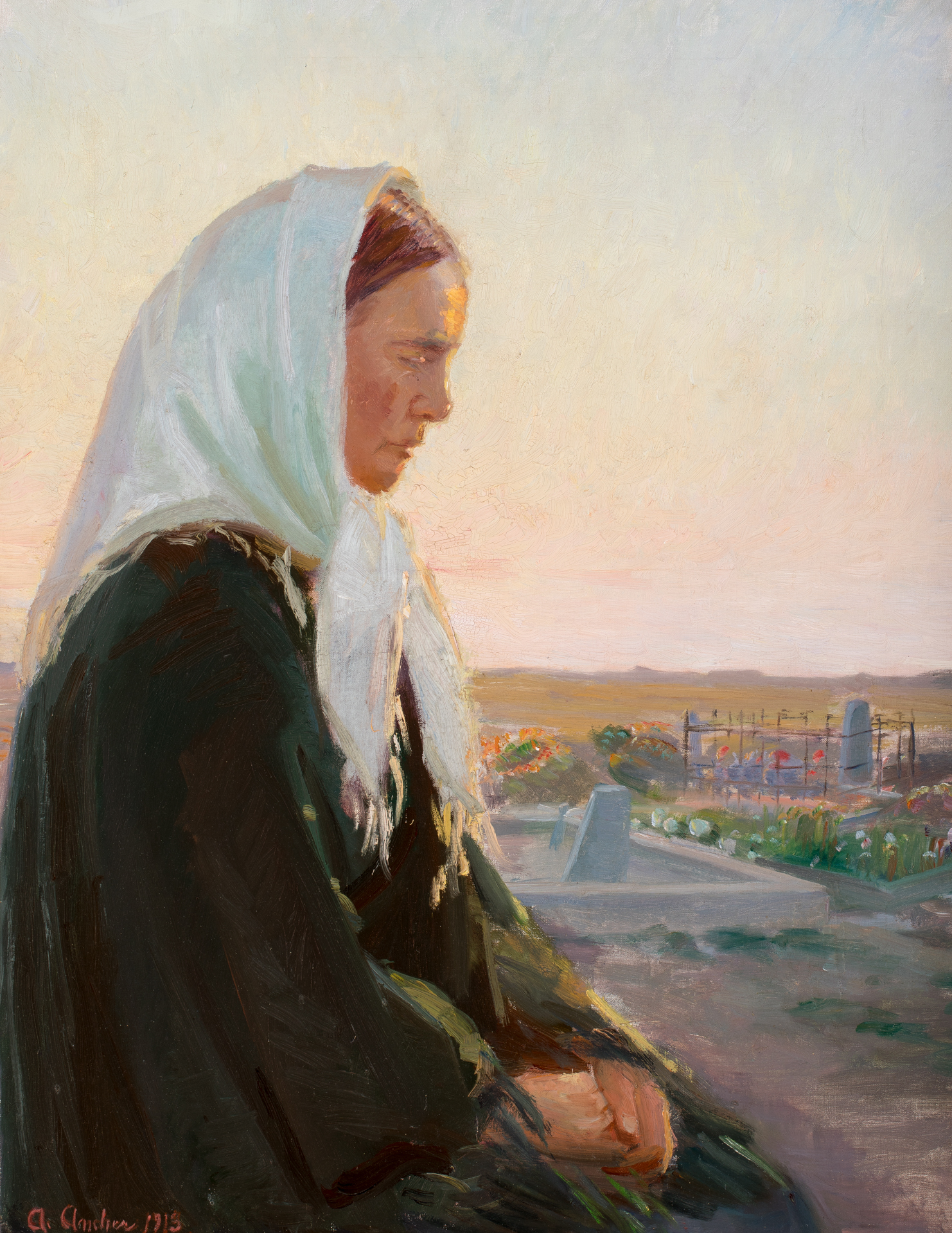
Anna Ancher: Am Grab, 1913, Skagens Museum

Klang das Gefühl der Trauer in dem Bild Junge Mutter mit dem Kind aus den 1890er Jahren bereits an, so wird es deutlicher in dem Gemälde Am Grab aus dem Jahr 1913. Eine junge Frau mit weißem Kopftuch sitzt ganz vorn im Bild in strengem Profil nach rechts gewandt. Die in ein weites dunkles Gewand gekleidete Figur ist an den linken Bildrand gerückt und wird vom unteren Rand etwa in Kniehöhe angeschnitten. Sie hat die Hände im Schoß zusammengelegt, ihr gesenkter Blick und der leicht nach unten verzogene Mund drücken auf verhaltene Weise seelischen Schmerz aus. Hinter der Frau werden mehrere geschmückte Gräber sichtbar, über die der Blick in eine weite flache Landschaft bis zum Horizont schweift. Ein fahler Himmel mit zarten Rosa-, Gelb- und Blautönen bildet den Hintergrund für die Kopf- und Schulterpartie der jungen Trauernden. Offen bleibt, um wen sie trauert. Das weiße Kopftuch deutet allenfalls an, dass sie nicht verwitwet ist, sondern möglicherweise um ein verstorbenes Kind oder einen anderen nahen Angehörigen trauert. Auch hier greift Anna Ancher in einer für ihre Kunst charakteristischen Weise ein Thema auf, das in der dänischen Malerei des 19. Jahrhunderts eine gewisse Tradition hatte. Zu nennen sind hier Hans Nikolaj Hansens eher sentimentales Gemälde Auf einem Friedhof von 1880 sowie Laurits Andersen Rings Bild Auf dem Friedhof von Fløng (1909), das eine alte trauende Frau zeigt und im Stimmungsgehalt dem Werk Anna Anchers deutlich näher steht. Bezeichnend ist bei Anna Ancher wiederum die Würde und Verhaltenheit der jungen Trauernden bei aller Deutlichkeit des Bildinhaltes.

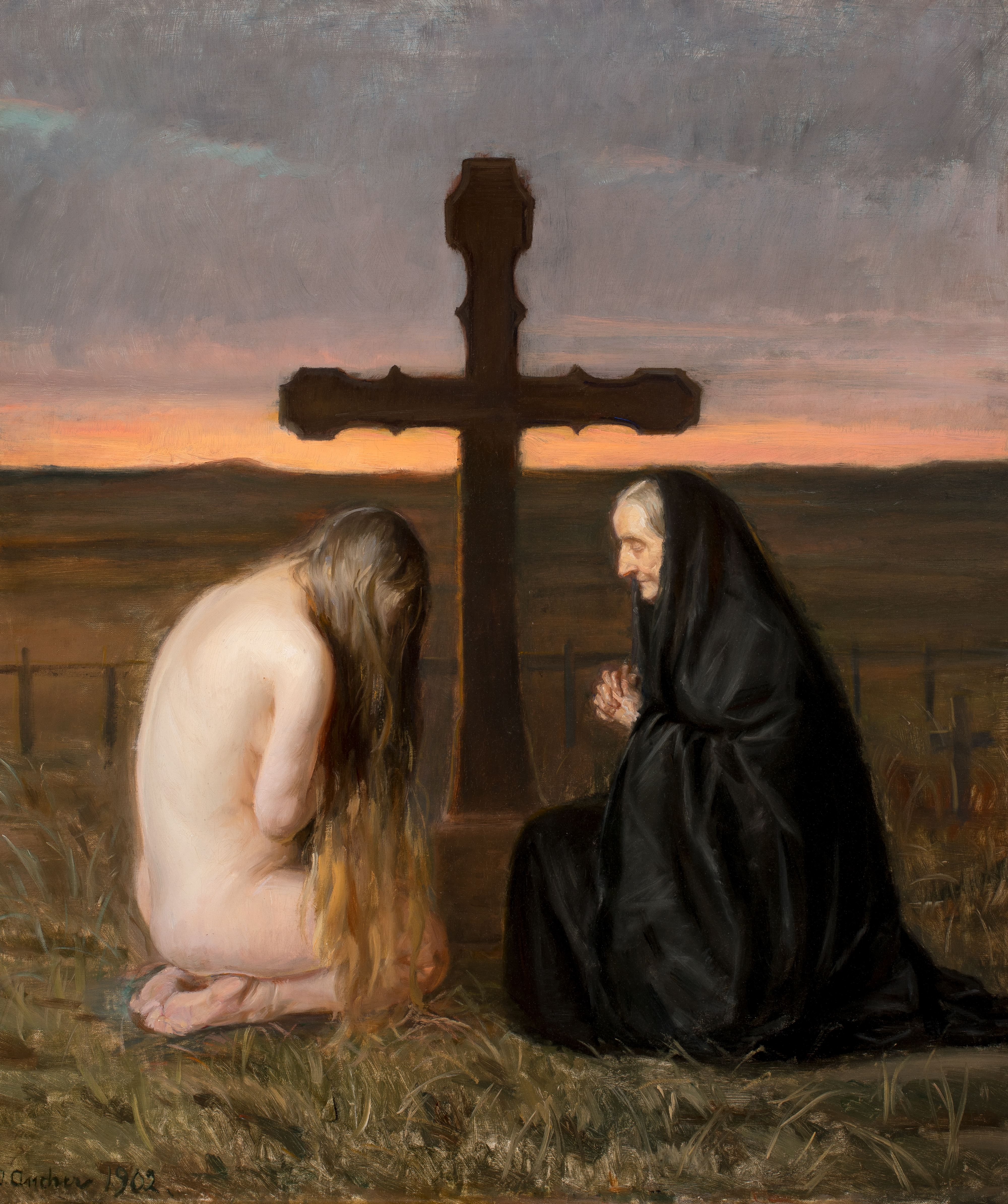
Anna Ancher: Trauer, 1902, Skagens Museum

Das spätere Bild Trauer aus dem Jahre 1902 wurde von einem Traum inspiriert, den Anna Ancher hatte. Die ältere Frau auf dem Bild ist ihre Mutter Ane Hedvig Brøndum, die junge, unbekleidete Frau dagegen möglicherweise Anna Ancher selbst. Das Bild könnte Glauben und Unglauben beschreiben. Auch wenn Anna Ancher in einem religiösen Umfeld aufgewachsen war, war sie selbst nicht religiös und wurde in ihrer Jugend von kulturradikalen und atheistischen Künstlern beeinflusst, die die Künstlerkolonie besuchten. Darum befand sie sich zwischen zwei Welten. Die Frauen bilden in vielerlei Hinsicht Gegensätze: Eine ist jung, die andere alt, eine ist nackt, die andere bekleidet. Dieses Bild ist das einzig bekannte Gemälde Anna Anchers, bei dem sie nicht erlebte Wirklichkeit darstellt.

### Reisig sammeln
Die Wesensverwandtschaft beziehungsweise Vorbildhaftigkeit der Kunst Jean-François Millets für Anna Ancher wird in dem Themenzusammenhang Schafschur und Schafwäsche sowie in Reisig sammeln deutlich. Es ist zu vermuten, dass Anna Ancher das eine oder andere Bild von Millet kannte und sich davon anregen ließ, selbst dieses Thema aufzugreifen.
Die Federzeichnung Per Bollerhus mit Reisigbündel aus der Zeit um 1878/1879 erinnert auch in ihrem Duktus an manche Federzeichnungen oder Radierungen Millets. Dargestellt ist Per Bollerhus, einer der ärmsten Skagener Bürger, der Anna Ancher ebenso wie seine Frau mehrfach als Modell diente und hier unter der Last eines großen Reisigbündels gebeugt durch eine weiträumige Landschaft schreitet.
Mehr als zwanzig Jahre später stellte Anna Ancher das Motiv Reisig sammeln abermals, und zwar in einem kleinformatigen Bild dar: Eine alte Skagerin mit einem Reisigbündel auf dem Rücken sitzt erschöpft auf einer niedrigen Erhebung in einer weiten, flachen Dünenlandschaft mit hochliegendem Horizont.

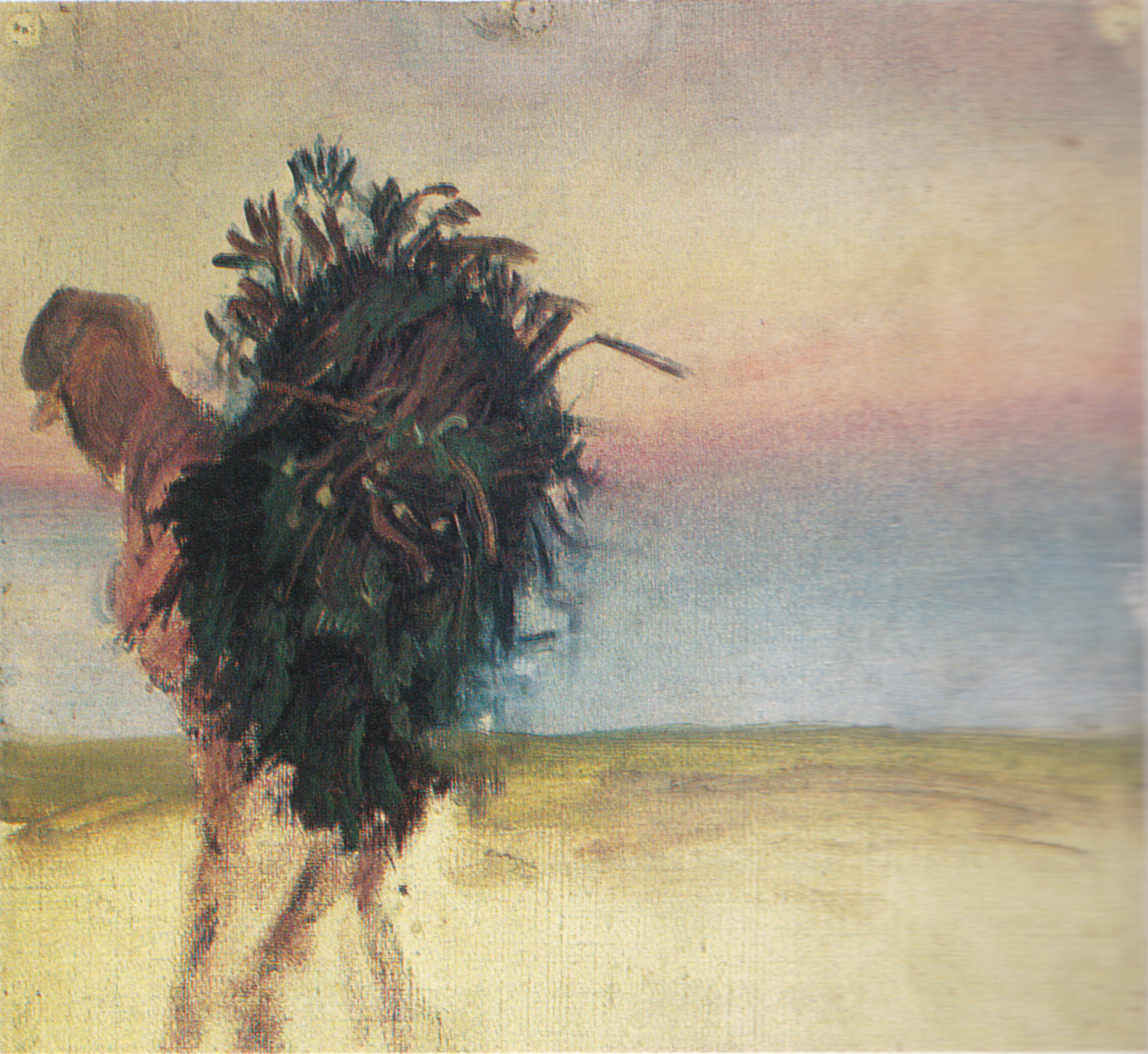
Per Bollerhus mit einem Bündel Reisig auf der Heide, Studie, zwischen 1878 und 1879
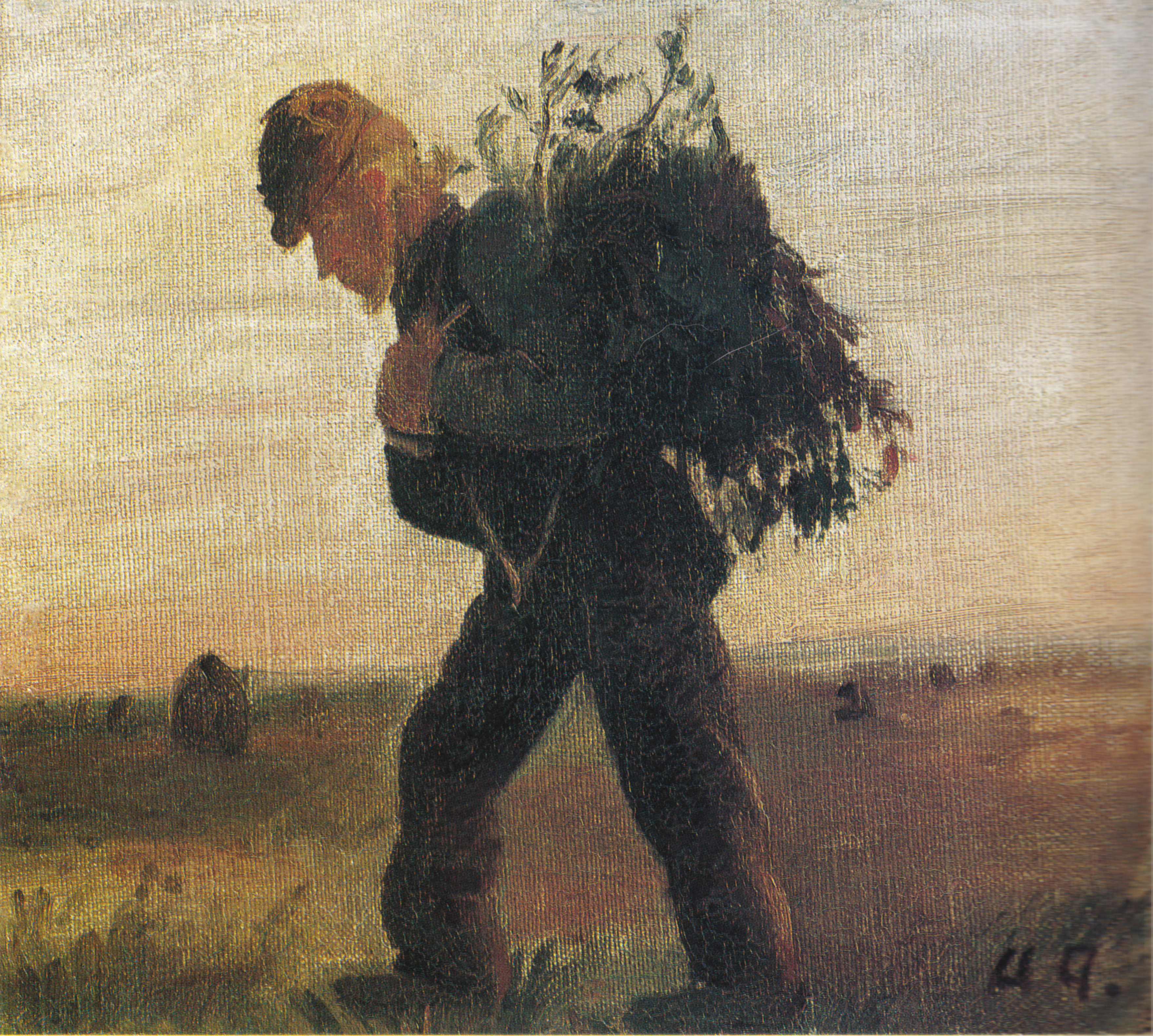
Per Bollerhus mit seinem Reisigbündel auf dem Weg über die Heide, zwischen 1878 und 1879
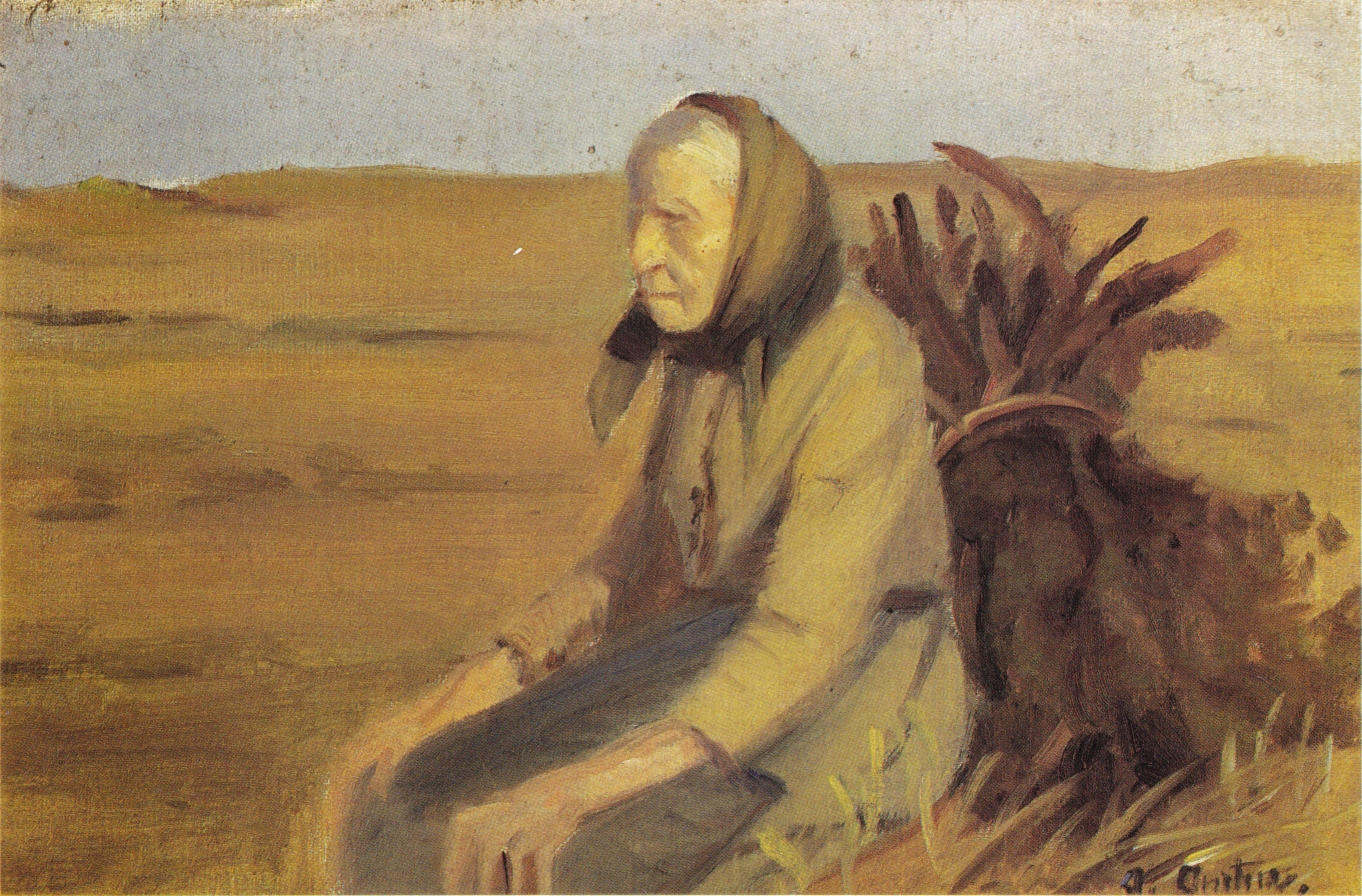
Alte Frau mit Reisigbündel (Laurendse), um 1903

### Erschöpfung und Schwermut

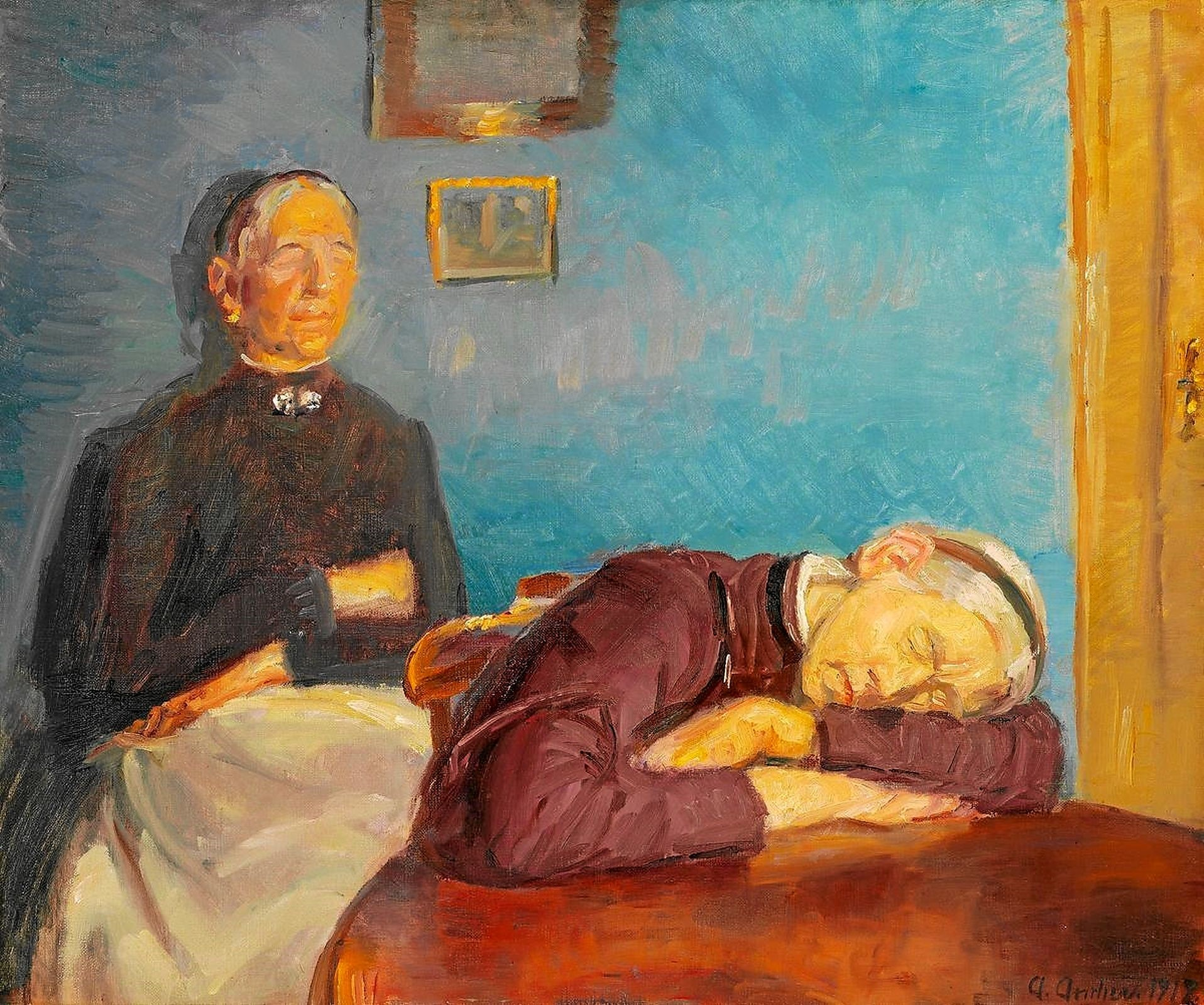
Anna Ancher: Nach der Arbeit, 1917, Skagens Museum

Das kleine Bild von der erschöpften Reisigsammlerin steht im Werk Anna Anchers nicht isoliert. So hat sie 1918 ihre beiden Schwestern Hulda und Marie in einem Ölbild dargestellt, wie sie sitzend eingeschlafen sind. Während die eine mit verschränkten Armen aufrecht sitzt und den Oberkörper direkt an die Stubenwand lehnt, hat die andere ihren Stuhl dicht an einen großen Tisch gerückt, auf den sie ihre ebenfalls verschränkten und breit gelagerten Arme stützt. Ihr Kopf ist auf den linken Oberarm gesunken. Das Einschlafen in dieser unbequemen Haltung zeugt von großer Erschöpfung der beiden bereits ergrauten Frauen. Aus der Familiengeschichte der Brøndums ist bekannt, dass die unverheirateten Schwestern bis in ihr hohes Alter im Familienbetrieb des Brøndumschen Gasthofes hart arbeiteten, wie man auch diesem Bild entnehmen kann. So ist es nicht nur als eigenwilliges Doppelporträt zu deuten, sondern als Darstellung eines von der Malerin zutiefst mitempfundenen Erschöpfungszustandes, dessen Bedeutung über das individuelle Schicksal dieser beiden Frauen hinaus verallgemeinert werden kann.

### Geflügel rupfen

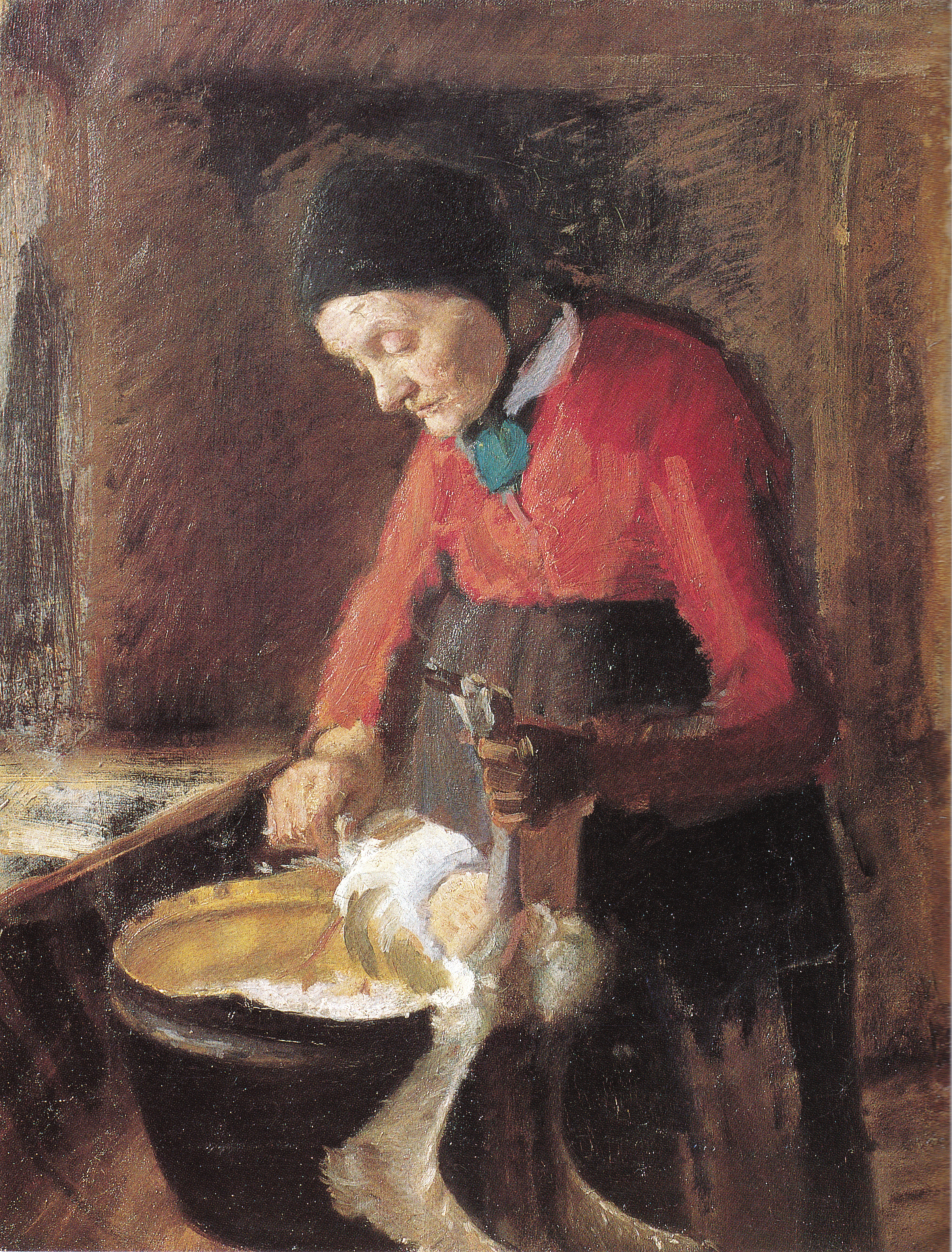
Anna Ancher: Alte Lene, eine Gans rupfend, circa 1883, Skagens Musem

Das Thema „Geflügel rupfen“ wurde von Anna Ancher in verschiedenen Variationen und über Jahrzehnte ihres Schaffens hinweg immer wieder dargestellt. Das früheste Bild ist das Gemälde Zwei Alte rupfen Möwen, das im Anschluss an ihre erste Auslandsreise nach Deutschland und Wien im Jahre 1882 entstand und im Frühjahr 1883 in Kopenhagen ausgestellt wurde. Dieses Bild wurde wiederholt mit Max Liebermanns Gänserupferinnen von 1872 in Zusammenhang gebracht. Gemeinsam ist beiden Bildern die Farbigkeit, in der die Figuren mit ihrer überwiegend dunklen Arbeitstracht sich nur durch wenige helle Kleidungsstücke sowie durch ihre Gesichter und Hände von dem in dunklen Tönen gemalten Innenraum abheben. Ähnlich ist auch die Konzentration der rupfenden Personen auf ihr Tun, der Ernst, mit dem sie arbeiten, das Fehlen anekdotischer oder gar sentimentaler Züge. Auch die Charakterisierung der Arbeitenden als der ärmlichsten Landbevölkerung zugehörig, die im gründerzeitlichen Berlin so viel Anstoß erregt hatte, trifft hier wie dort zu.
Anna Ancher hat das Thema zum zweiten Mal in dem Bild Alte Lene, eine Gans rupfend, das wohl in der ersten Hälfte der achtziger Jahre entstand, aufgegriffen. Hier wird in einer fast monumentalen Komposition mit teils skizzenhafter Malweise der Vorgang des Rupfens einer Gans vor dem Braten inszeniert. Die alte Lene steht in Dreiviertelfigur ganz nahe vor dem Betrachter. Die schon nahezu fertig gerupfte Gans hält sie mit der Linken am Hals fest, während sie mit der rechten Hand rupft und die Federn in einem großen Kupfergefäß sammelt, auf das sie den Vogel stützt. Seine herabhängenden Flügel und der „umgedrehte“ Hals mit dem Kopf, dessen Schnabel geöffnet ist, geben dem toten Tier einen fast anklagenden Ausdruck. Mit dem früheren Bild der beiden Möwenrupfer hat dieses den Ernst und die Würde der alten Frau bei ihrer Arbeit gemeinsam. Abweichend ist die Farbgebung, die zwar immer noch stark aus dem Dunkeltönigen heraus modelliert, aber durch das leuchtende Rot der Bluse einen kräftigen und lebhaften Akzent erhält.

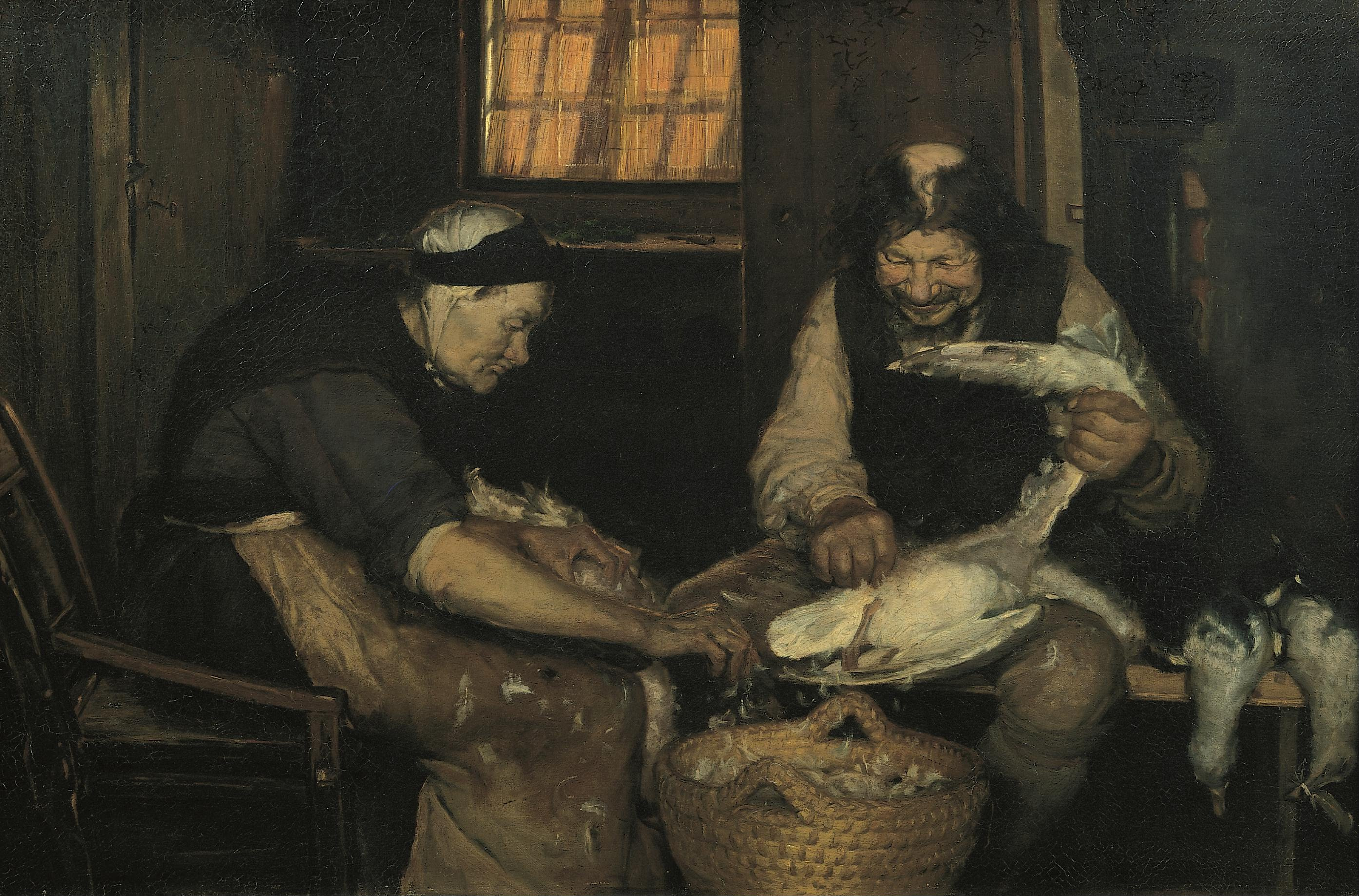
Zwei Alte, die Möwen rupfen. Lars Gaihede und die alte Lene, um 1883, Sammlung Hirschsprung
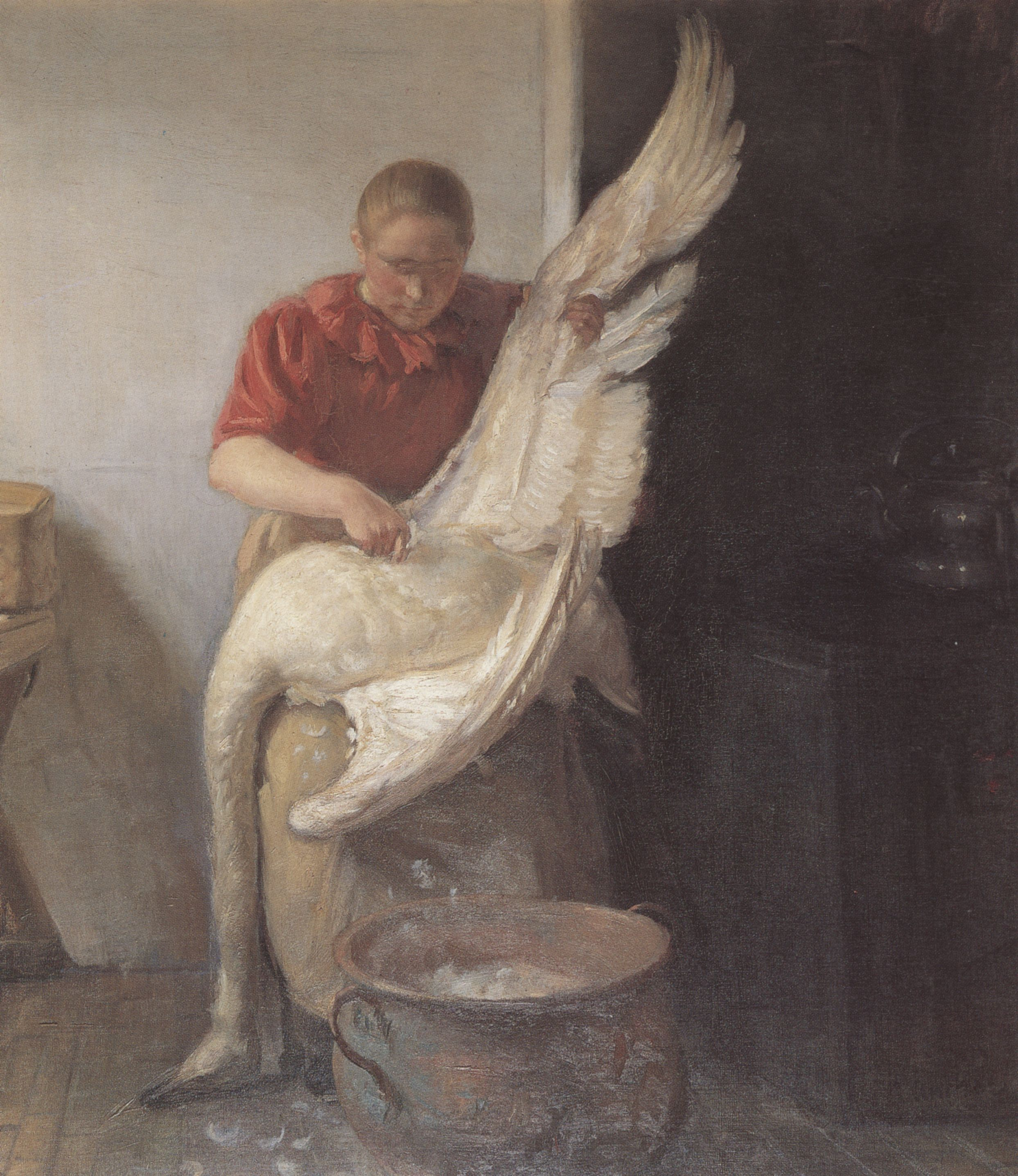
Junges Mädchen, einen Schwan rupfend. Kunsten Museum of Modern Art, Aalborg
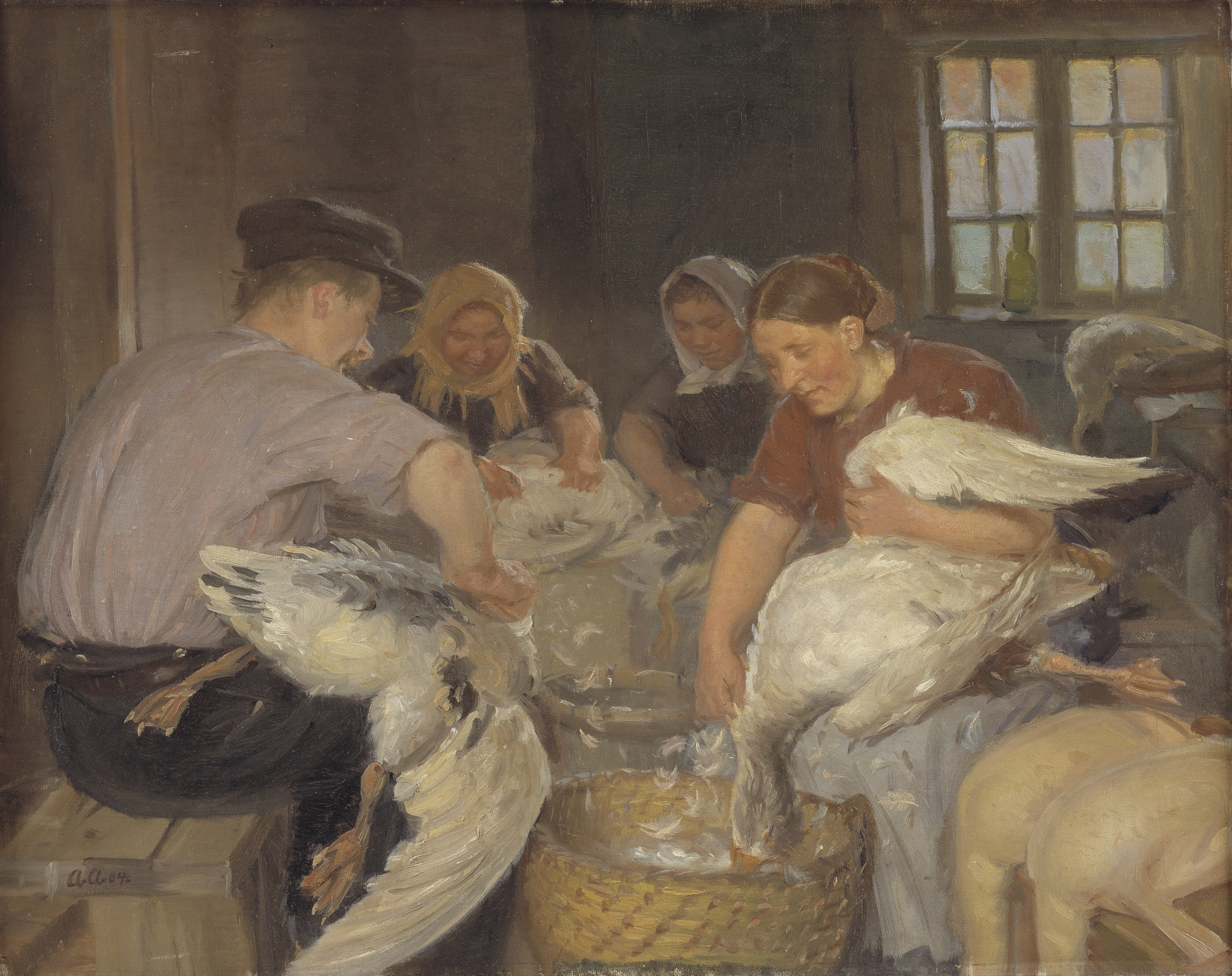
Rupfen der Weihnachtsgänse, 1904, Statens Museum for Kunst, Kopenhagen

### Schafschur und Schafwäsche
Ein anderes Thema landwirtschaftlicher Arbeitsdarstellungen, das Anna Ancher mehrfach malte, ist die Schafschur beziehungsweise Schafwäsche. Zwei querformatige Studien (Schafschur, 1900 und Schafwäsche vor einem Haus, 1920) zeigen jeweils eine bäuerliche Familie, die gemeinsam die Wäsche beziehungsweise die Schur vollzieht. Die Schafwäsche spielt sich vor einem typischen Skagen-Haus ab. Ein Mann und eine Frau mit großer Arbeitsschürze reinigen das Schaf in einem Holzzuber, während von hinten eine weitere Frau Wasser in diesen gießt. Vorne steht ein kleines Mädchen in Rückenansicht, das zusieht, rechts warten zwei weitere Schafe. Obwohl diese Kompositions- und Bewegungsstudie eine Szene nur skizzenhaft wiedergibt, wirkt sie doch überzeugend als Darstellung einer familiären „Arbeitsgemeinschaft“. Dieser Aspekt trifft ebenso zu bei dem Bild Schafschur. Hier beugt sich ein Mann beim Scheren frontal über das auf einem Fass liegende Schaf, während seine Frau rechts im Bild sitzt und den Kopf des Tieres beruhigend auf dem Schoß hält. Links steht ein Mädchen im Profil und schaut der Prozedur zu. Diese Szene ist ganz nahsichtig in einem nur angedeuteten Innenraum gegeben.

Schafschur, 1900, Kunsten Museum of Modern Art, Aalborg
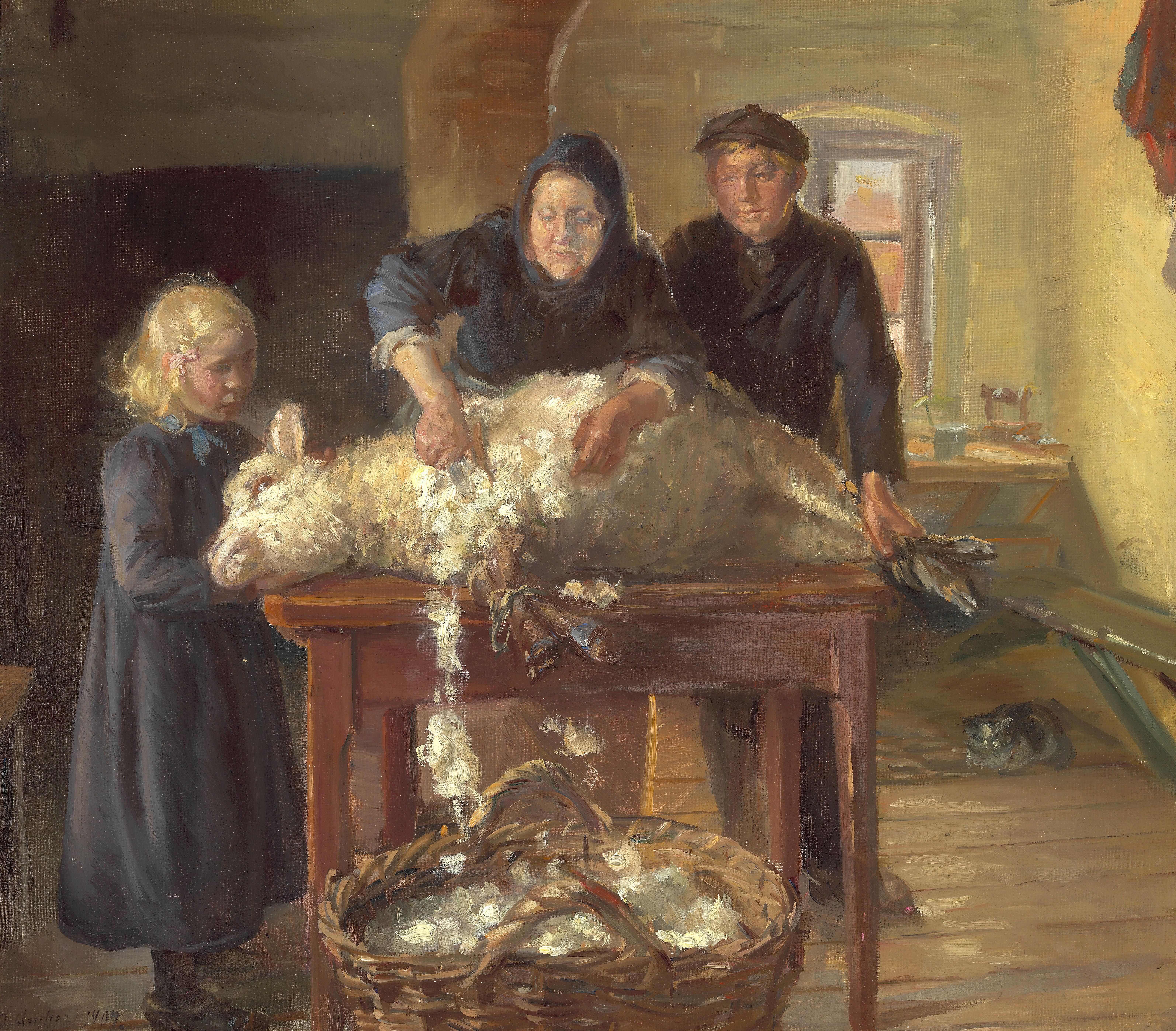
Schafschur, 1907
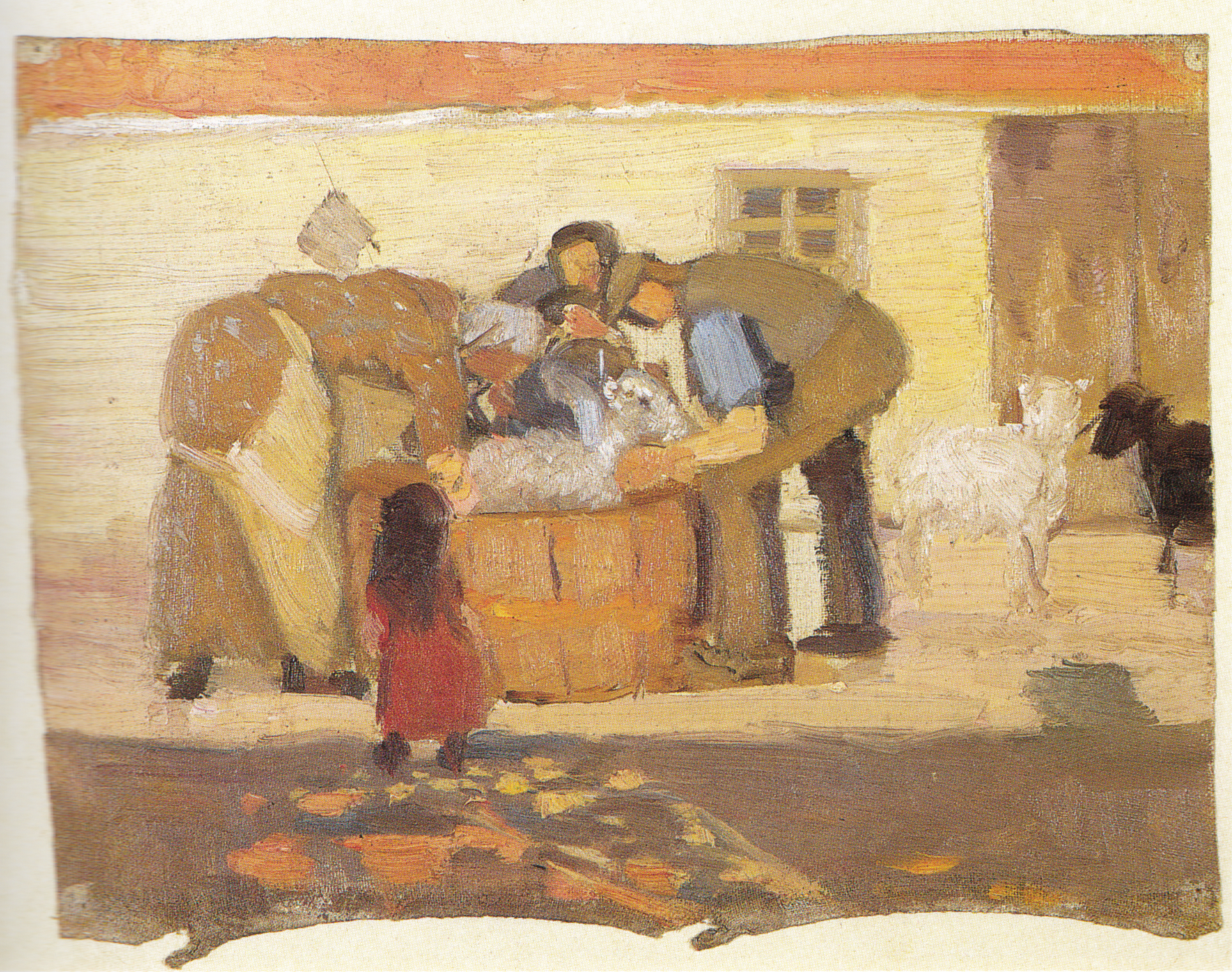
Schafwäsche vor einem Haus, 1920, Nordjyllands Kunstmuseum

### Landschaften
Landschaftsbilder von Anna Ancher sind sehr selten und haben nicht ihren künstlerischen Ruhm geprägt. Bei näherer Betrachtung zeigen sie aber, dass die Künstlerin auch auf diesem Gebiet Bemerkenswertes schuf. Neben Szenen beim Haus oder im Garten bilden zwei Darstellungen von Straßen des Fischerortes Skagen aus der Zeit um oder nach 1915 eine Art Zwischenglied zu „reinen“ Landschaftsbildern.

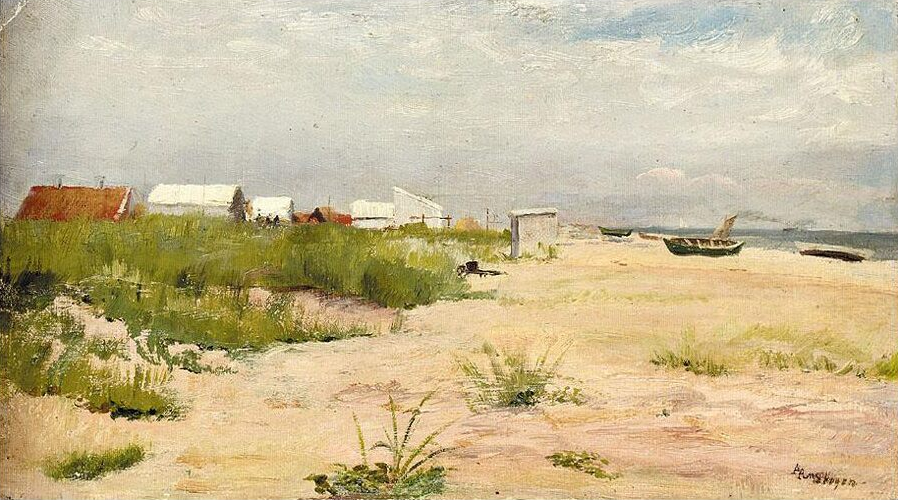
Skagen, zwischen 1877 und 1935
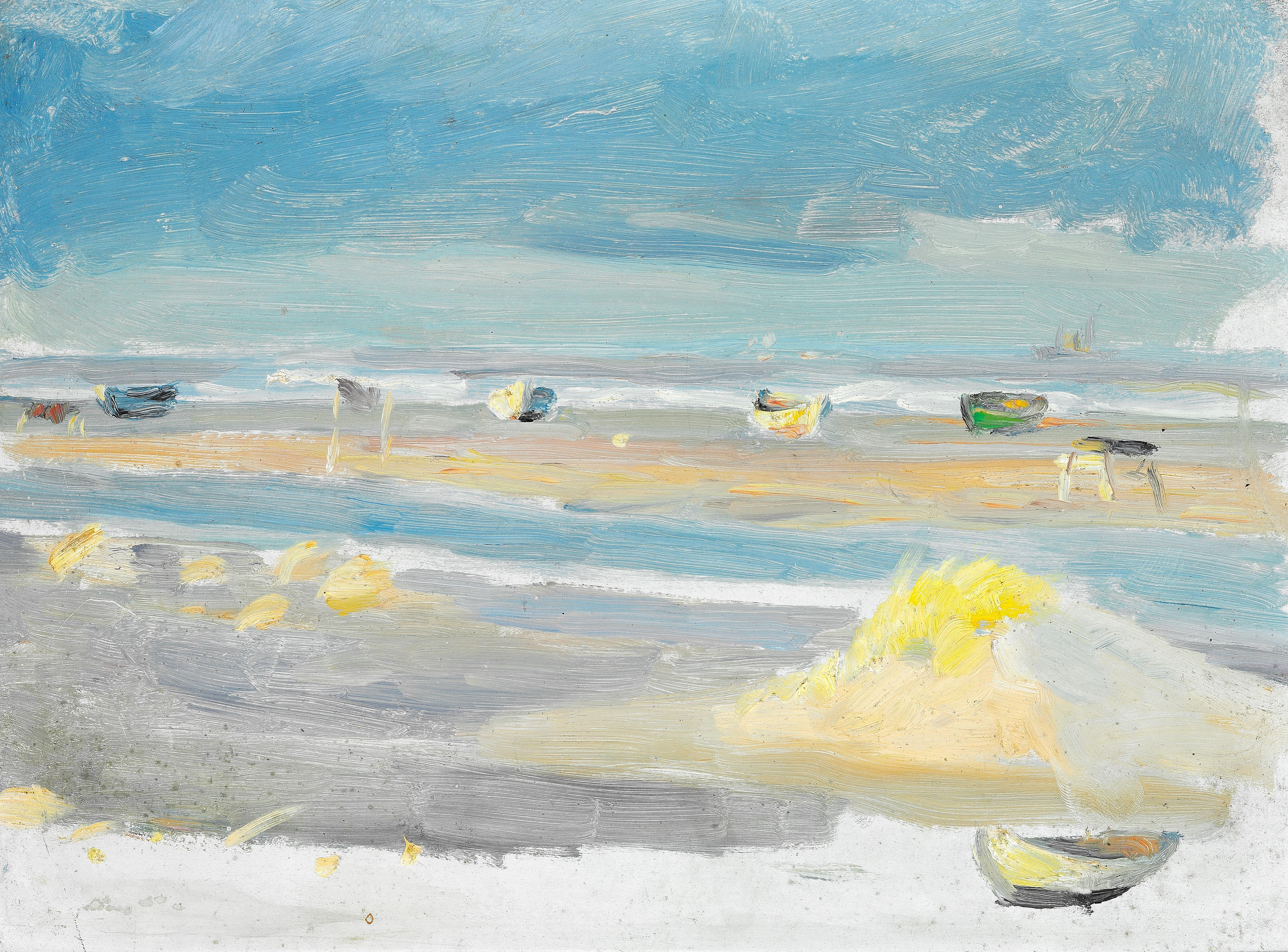
Boote am Strand, Skagen, zwischen 1877 und 1935
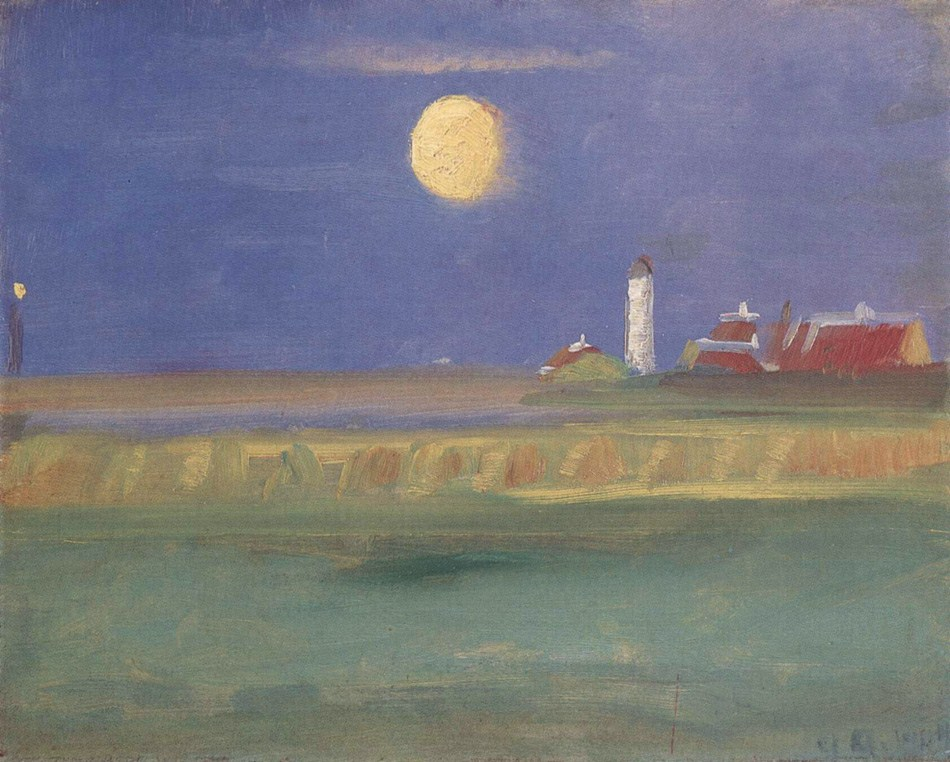
Mondklarer Abend am Leuchtfeuer von Skagen, 1904, Museum Kunst der Westküste, Alkersum

## Anna Ancher auf der Leinwand
In einem Gemälde aus dem Jahr 1902, Anna Ancher kehrt vom Feld zurück, porträtierte Michael Ancher seine Frau Anna. Sie geht in einem langen, hellen Kleid mit einem Strohhut durch ein Kornfeld und trägt einen großen Strauß gelber Blumen im Arm. Es ist ein warmes und stimmungsvolles Bild, das vom Sommerhimmel und den blauen und gelben Farben des Feldes dominiert wird und auf dem Anna als entspannte und zugleich aktive Frau zu sehen ist; im Hintergrund links ist der Turm der versandeten Kirche zu sehen. Das Bild ist eines der Hauptwerke Anchers und vermittelt viel über den Künstler selbst, über Anna und nicht zuletzt über die Beziehung zwischen den beiden. Das Motiv gleicht einem Foto um 1890 bis fast ins Detail, und zu diesem Werk gibt es viele Vorarbeiten, die daraufhin deuten, dass Michael Ancher über einen längeren Zeitraum daran gearbeitet hat.
Der dänische Maler Peder Severin Krøyer stellte seine Frau Marie Krøyer und Anna Ancher auf dem Bild Sommerabend am Skagener Südstrand im Jahr 1893 auf einem Strandspaziergang dar.

Michael Ancher: Anna Ancher kehrt vom Feld zurück, 1902, Skagens Musem
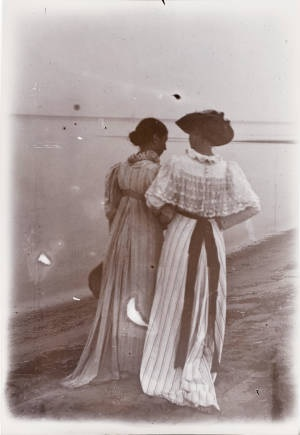
Marie Krøyer and Anna Ancher, Foto: Peder Severin Krøyer
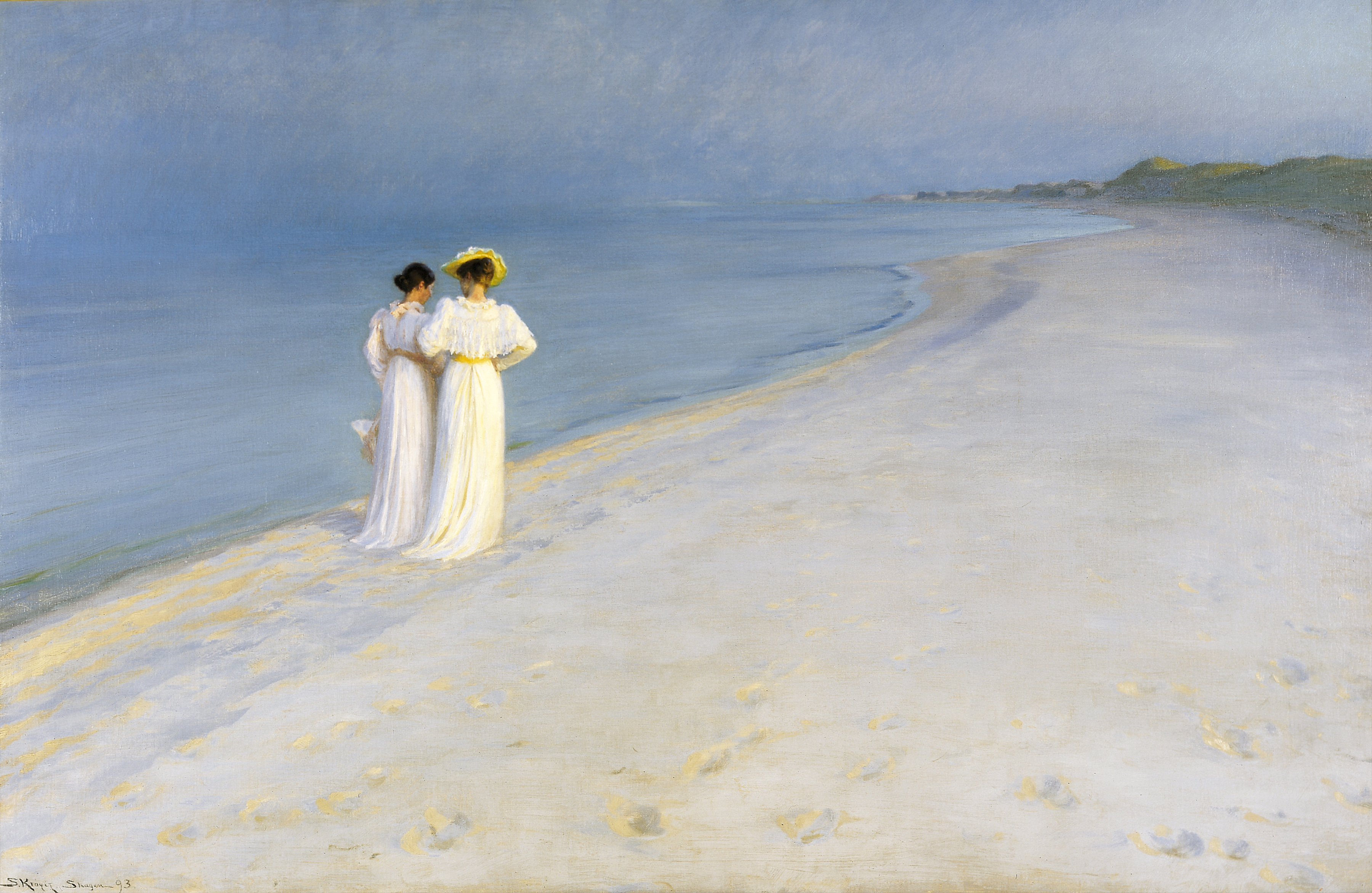
Peder Severin Krøyer: Sommerabend am Skagener Südstrand, 1893, Skagens Musem

## Werke (Auswahl)
- Zwei Alte rupfen Möwen, 1872
- Porträt einer jungen Frau mit Brille, 1875/1877
- Selbstporträt, 1877/78
- Per Bollerhus mit seinem Reisigbündel über die Heide gehend, 1878/1879
- Tischgebet, 1880er Jahre
- Abendhimmel über Häusern, 1880er Jahre
- Heidelandschaft mit junger Frau, 1880er Jahre
- Bei der Mahlzeit, 1880/1885
- Die blinde Frau, Blå Ane, 1882
- Kopf einer alten Frau (Lene), 1882
- Eine blinde Frau in ihrer Stube, 1883
- Alte Lene, eine Gans rupfend, 1883
- Beim Betrachten des Tagewerks, 1883
- Mädchen in der Küche, 1883
- Boote im Mondschein am Südstrand, um 1883
- Helene Christensen in Brøndums Garten, 1884
- Sonnenschein in der Stube der Blinden, 1885
- Junge Frau mit weißem Kopftuch, 1885
- Porträt Michael Ancher, 1885/1900
- Ein junges Mädchen ordnet Blumen, 1885
- Fischer Kræn Wollesen beim Netzflicken, 1886
- Tine, junges Mädchen aus Skagen, um 1886
- Helga Ancher in ihrem Kinderbett, mit ihrer Tante, um 1887
- Abendgebet, 1888
- Porträt Marie Dalsgaard, um 1888
- Marie Dalsgaard im schwarzen Kleid, 1888
- Skagenerin vor Schneider Uggerholts Haus sitzend, 1888
- Frau mit Kind vor einem Haus, 1888
- Porträt der norwegischen Malerin Kitty Kielland, Paris 1889
- Ein Begräbnis, gegen 1890
- Alte ruhende Frau (Kristen Møller, die Großmutter der Künstlerin), 1890er Jahre
- In der Kirche, 1890er Jahre
- Mädchen beim Gottesdienst in der Skagener Kirche, 1890er Jahre
- Nähende Fischersfrau, 1890
- Nähende Fischermädchen, 1890
- John Brøndum spielt Harmonika in der roten Stube, gegen 1890
- Porträt Ane Hedvig Brøndum, die Mutter der Künstlerin, 1890er Jahre
- Porträt Karen Svendsen, 1890er Jahre
- Ein Mutter mit ihrem Kind, 1890/1895
- Junge Mutter beim Spinnen, mit ihrem Kind, 1890/1895
- Porträt einer Frau mit Strohhut und grünem Kleid, 1890/1900
- Porträt Michael Ancher in blauem Kittel, 1890/1905
- Mutter mit zwei Kindern, 1890/1910
- Frau bei der Schafschur, 1890/1910
- Kornfeld zur Erntezeit, 1890/1910
- Mutter mit Kind und Harmonikaspieler, 1890/1910
- Sonnenschein in der blauen Stube, 1891
- Ein Begräbnis, 1891
- Alte Fischerfrau, 1892
- Porträt Ane Hedvig Brøndum, die Mutter der Künstlerin, 1895/1900
- Abendmahl in der Kirche von Skagen, 1899
- Rothaarige Mutter mit ihrem Säugling, um 1899
- Junge Frau vor dem Spiegel, 1899
- Porträt Michael Ancher, um 1900
- Tischgebet, um 1900
- Junges Mädchen einen Schwan rupfend, 1900
- Schafschur, 1900
- Junge Frau mit Kind auf dem Arm, 1900/05
- Die rote Stube, 1900/1910
- Interieur mit Kommode, 1900/1910
- Kornfeld, 1900/1910
- Heidelandschaft mit blau-ockerfarbenem Himmel, 1900/1910
- Meeresstrand mit Brandung, 1900/1910
- Dünen mit rötlichem Himmel, 1900/1910
- Erntezeit, 1901
- Die neuen Jagdstiefel, 1903
- Frühstück vor der Jagd, 1903
- Eingang in unseren Garten (Michael und Anna Anchers Haus), 1903
- Eine Missionspredigt, 1903
- Alte Frau mit Reisigbündel (Laurendse), um 1903
- Der Maler Vilhelm Kyhn, Pfeife rauchend, (1903?)
- Das Frühstück vor der Jagd, 1903, Skagen
- Rupfen der Weihnachtsgänse, 1904
- Mondheller Abend. Leuchtturm von Skagen, 1904
- Ane Hedvig Brøndum, die Mutter der Künstlerin, um 1905
- Interieur mit Mohnblumen und Frau (Lizzy Hohlenberg), 1905
- Porträt einer Skagener Frau, 1905
- Der kleine Bruder, 1905
- Frau, vor der blauen Wand eines Raumes im Bett sitzend, um 1905
- Porträt einer Dame mit dunklem Hut im Garten, 1905/1910
- Blumenbinden, 1905/1915
- Porträt des Hafeningenieurs Palle Bruun, um 1906
- Bonatzi mit Hahn, 1906
- Ein Raum mit großen Fenstern, 1906/1909
- Kopf einer alten Frau (Stine Karre), 1908
- Kirchgänger, 1909
- Vor dem Besuch des Königs, 1909
- Ane Hedvig Brøndum in der roten Stube, um 1910
- Interieur mit nähender Frau, um 1910
- Großmutter wird unterhalten, 1912
- Am Grab, 1913
- Zwei Mädchen beim Nähunterricht, 1910
- Ane Hedvig Brøndum in der blauen Stube, um 1910
- Ane Hedvig Brøndum am Tisch sitzend, 1910
- Blaue Klematis im Atelier des Künstlerin, 1913
- Zur Mittagszeit, 1914
- Interieur mit grünen Wänden und blauen Türrahmen, 1914
- Strickende Frau, 1915
- Esstisch mit Punschgläser und Flaschen, 1915
- Daphnesvej in Skagen-Østerby, um 1915
- Østerbyvej in Skagen-Østerby, um 1915
- Mittagessen im Garten, 1915
- Beim Hühnerrupfen, um 1910/1915
- Der Geburtstag, 1910/15
- Frau mit Säugling und zwei anderen Kindern am Tisch, 1915/1920
- Die Brøndumschen Anbau, 1918
- Schafwäsche vor einem Haus, 1920
- Drei alte Näherinnen (Ein blaues Kleid wird für ein Kostümfest genäht), 1920
- Porträt Michael Ancher, 1920er Jahre
- Drei Damen auf einer Gartenbank, 1920er Jahre
- Michael Ancher in seinem Atelier malend, 1920er Jahre
- Großmutter mit ihren Enkelkindern, um 1925

## Galerie (Auswahl)
Erntezeit

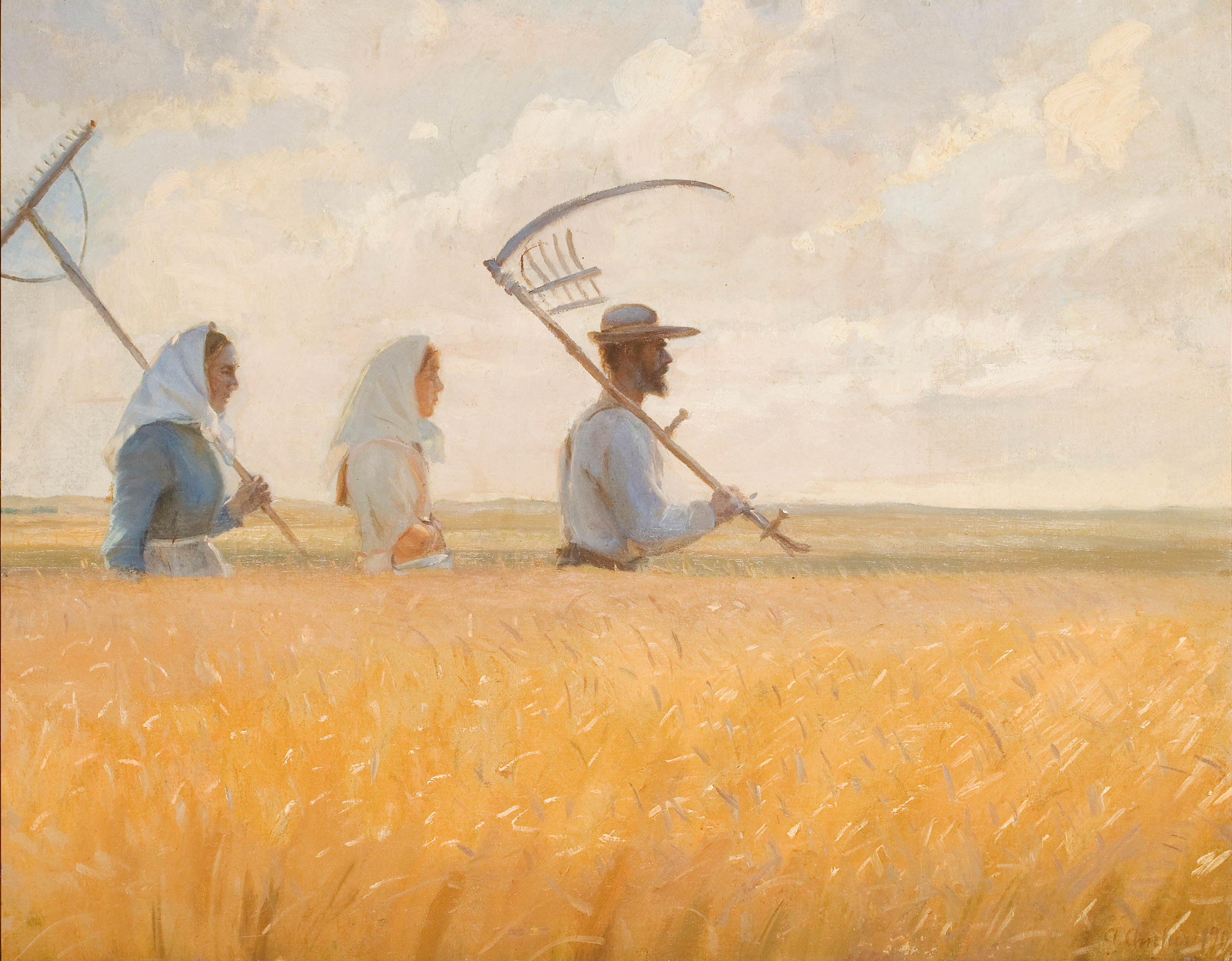
In der Zeit des Herbstes, 1901, Fuglsang Kunstmuseum
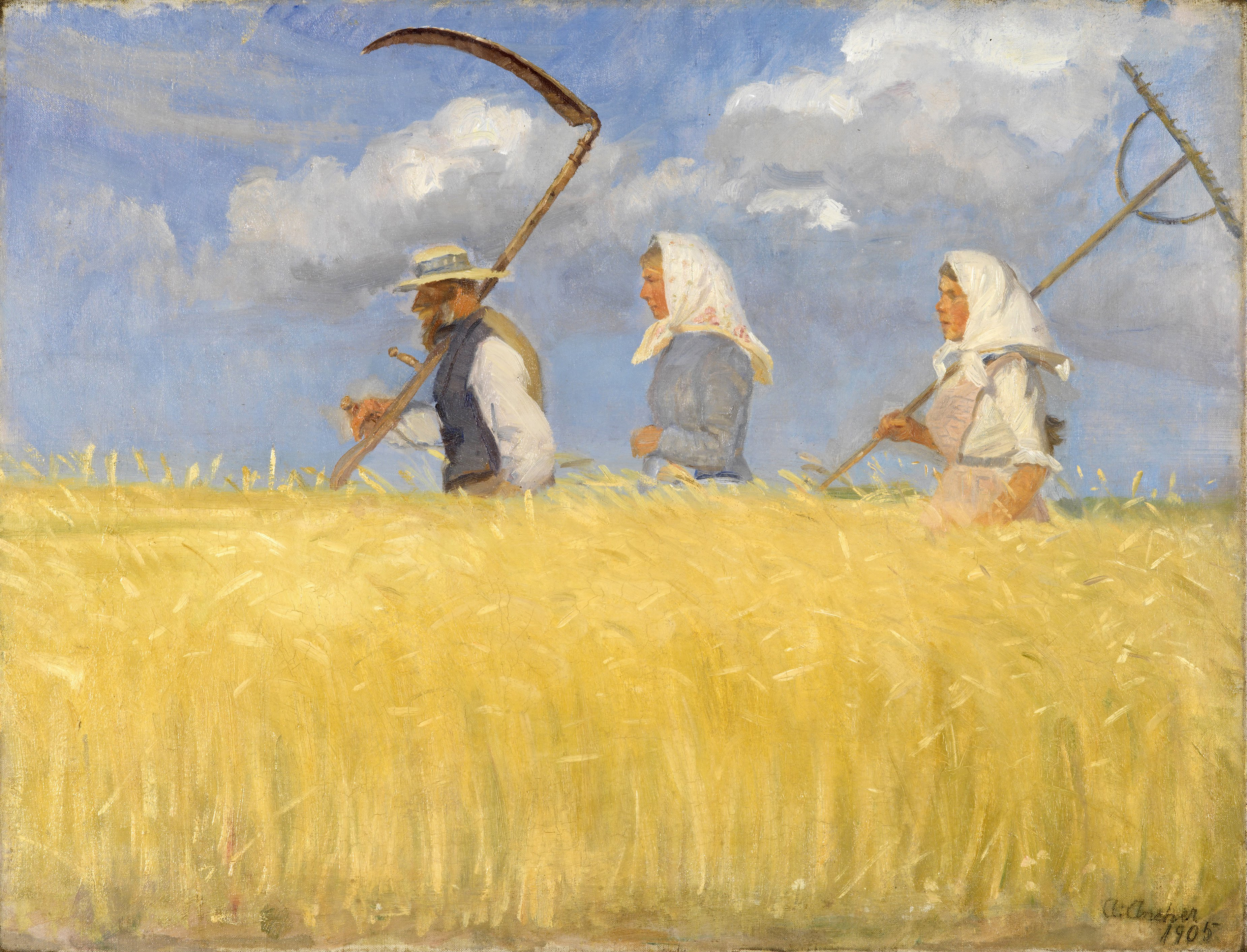
Erntezeit, 1901, Skagens Museum

Interieurs

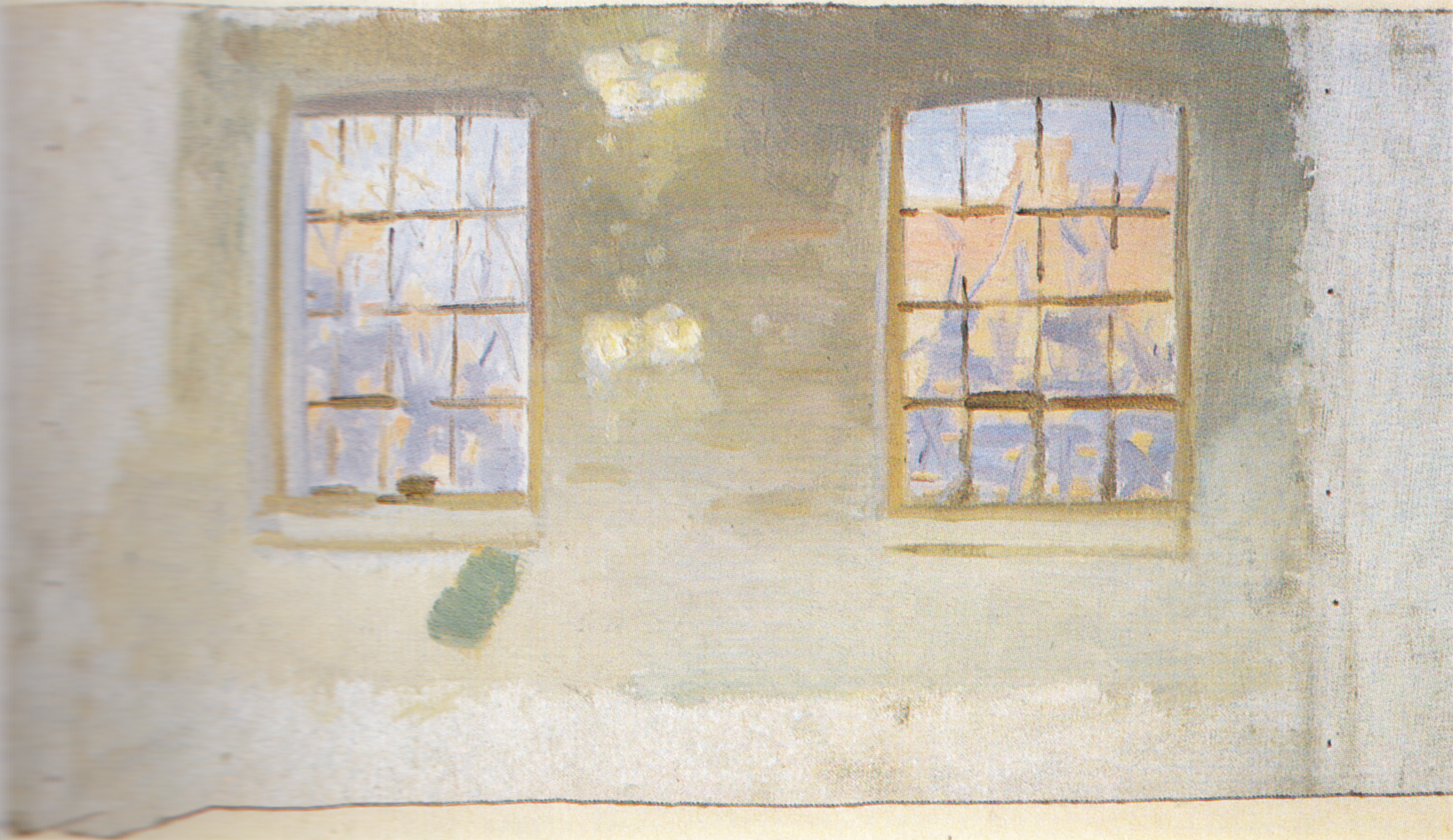
Ein Raum mit großen Fenstern. Studie, zwischen 1906 und 1909, Anchers Hus
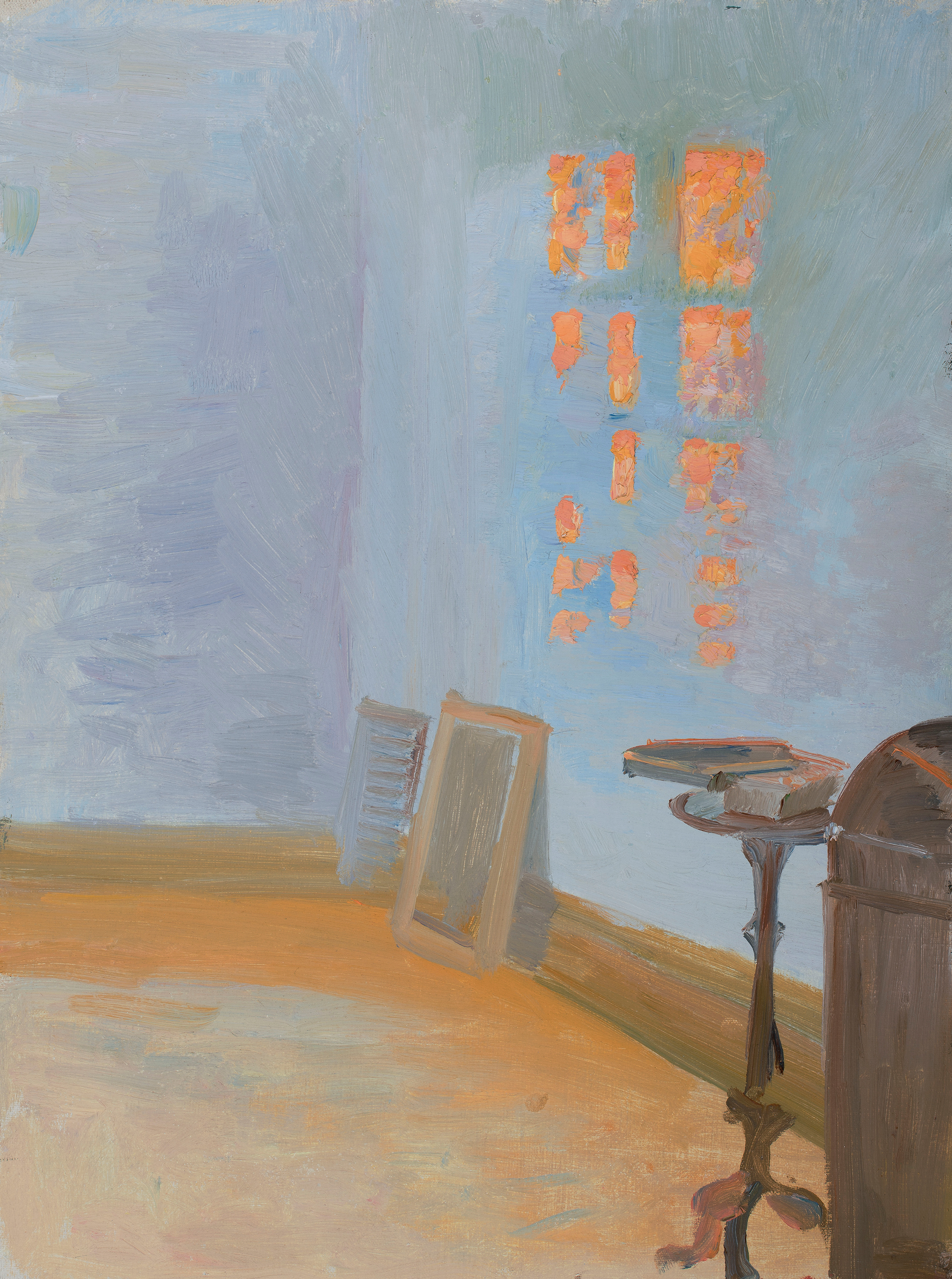
Abendsonne im Arbeitszimmer der Künstlerin am Markvej, nach 1913, Skagens Museum
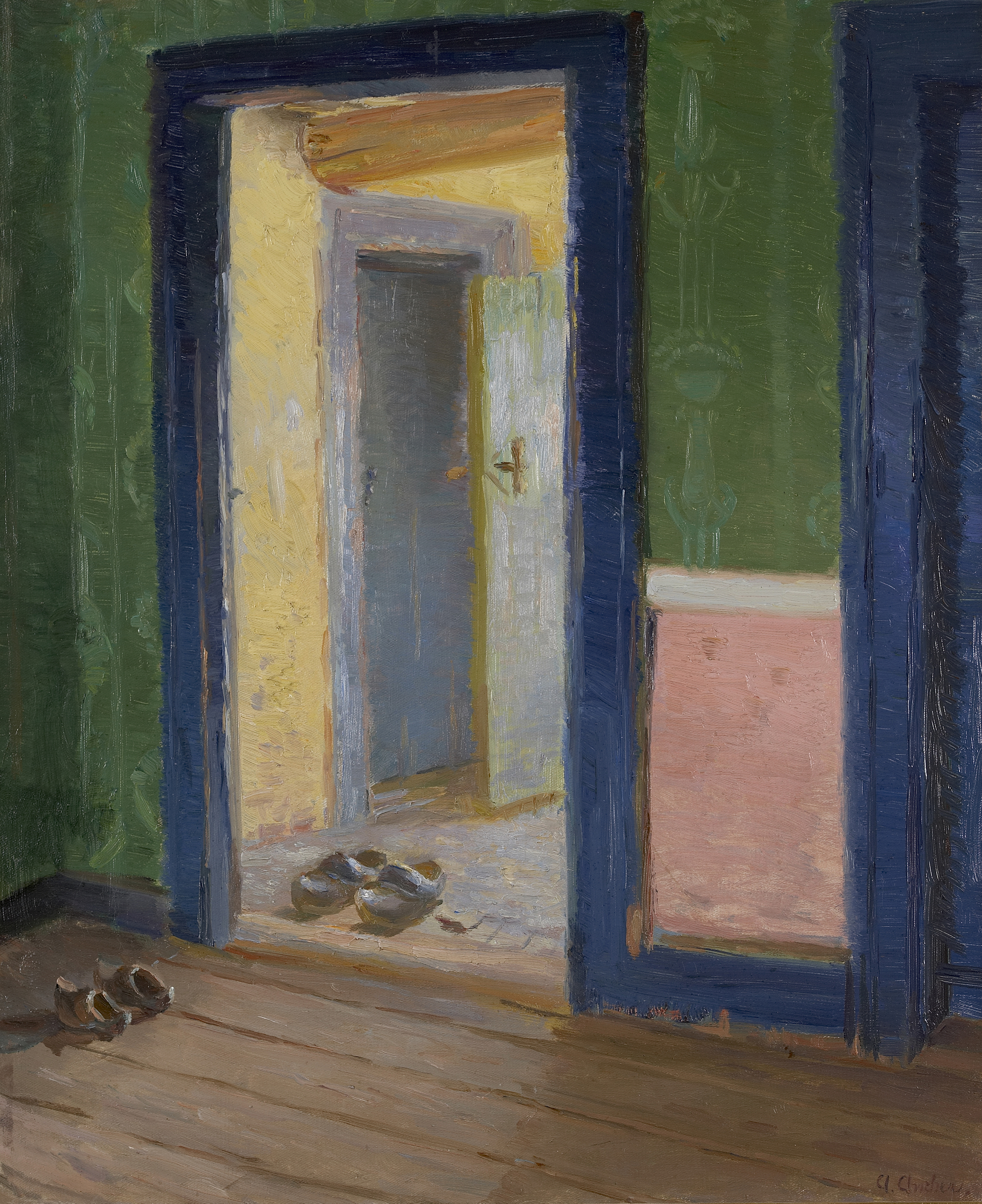
Zur Mittagszeit, 1914, Sorø Kunstmuseum
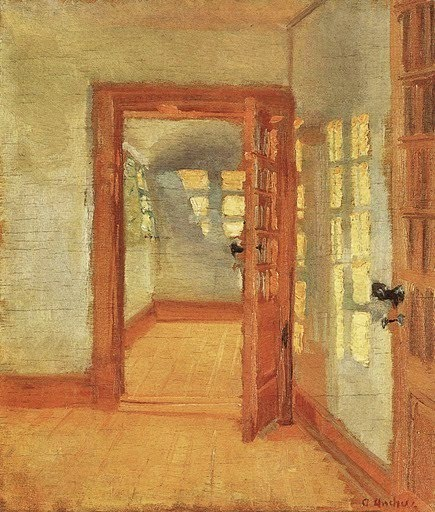
Brøndum Nebengebäude. Interieur, 1918, Skagens Museum

Porträts im Seitenprofil

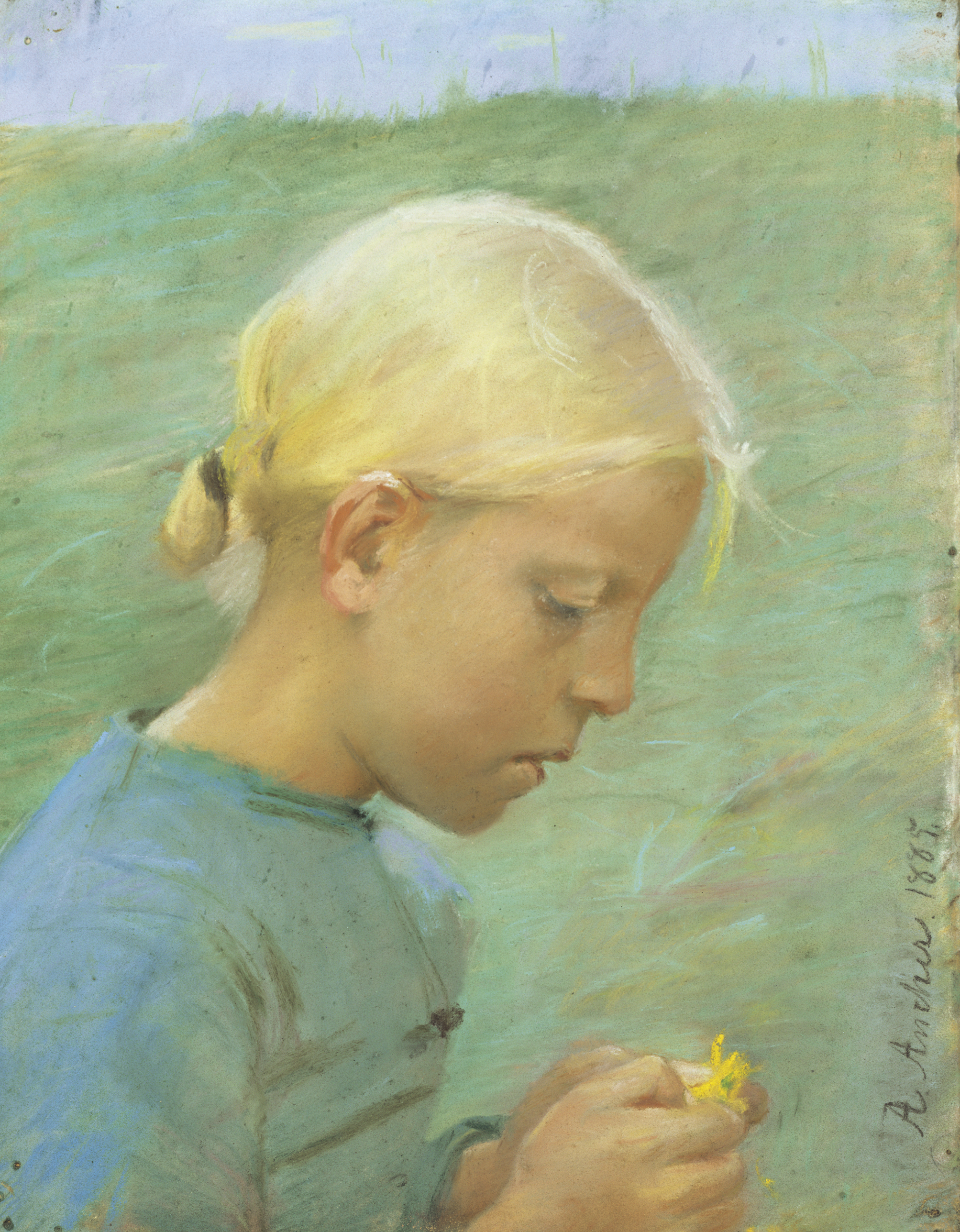
Kleines Mädchen mit Blume, 1885, Skagens Museum
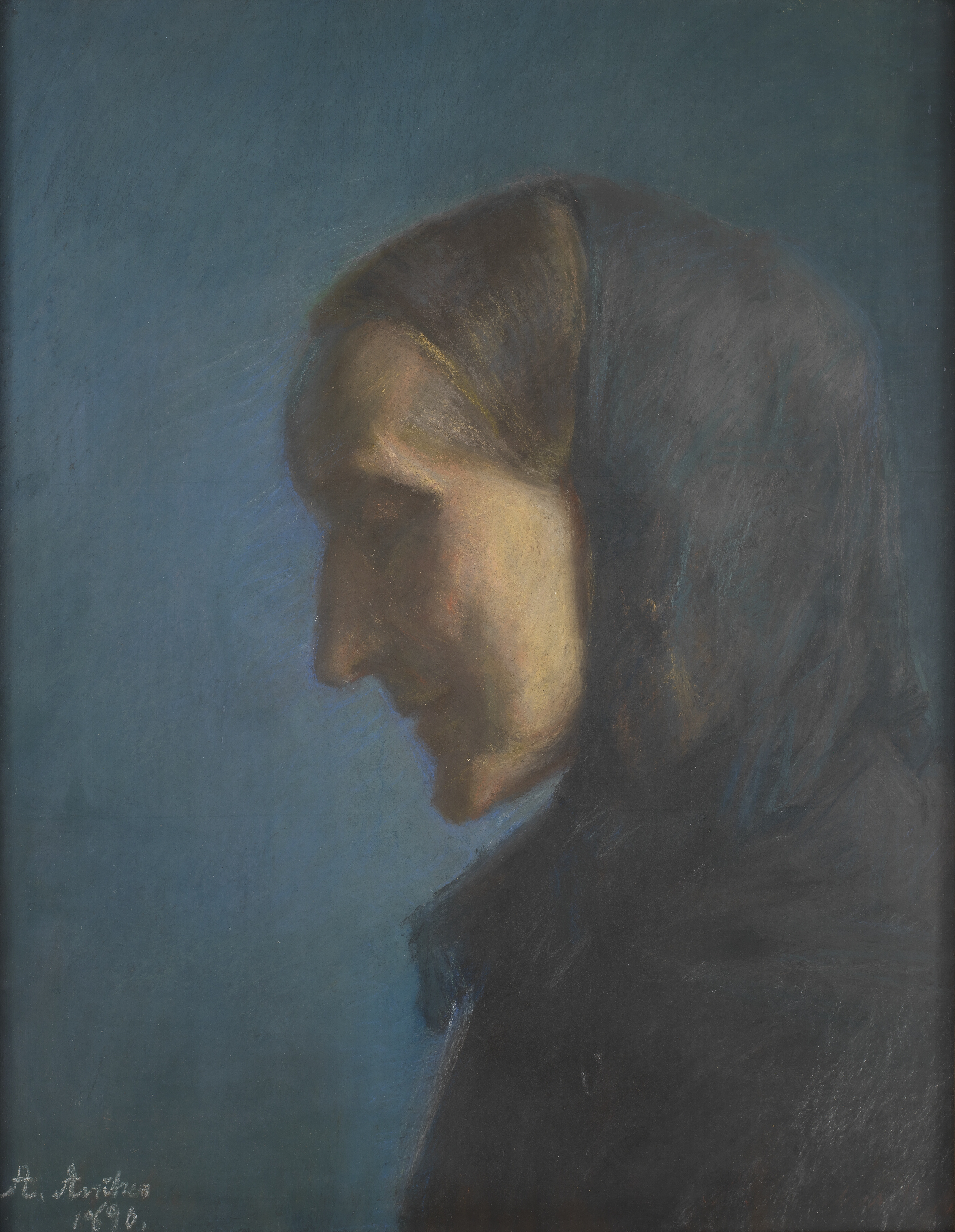
Frau Brøndum, 1890, Statens Museum for Kunst
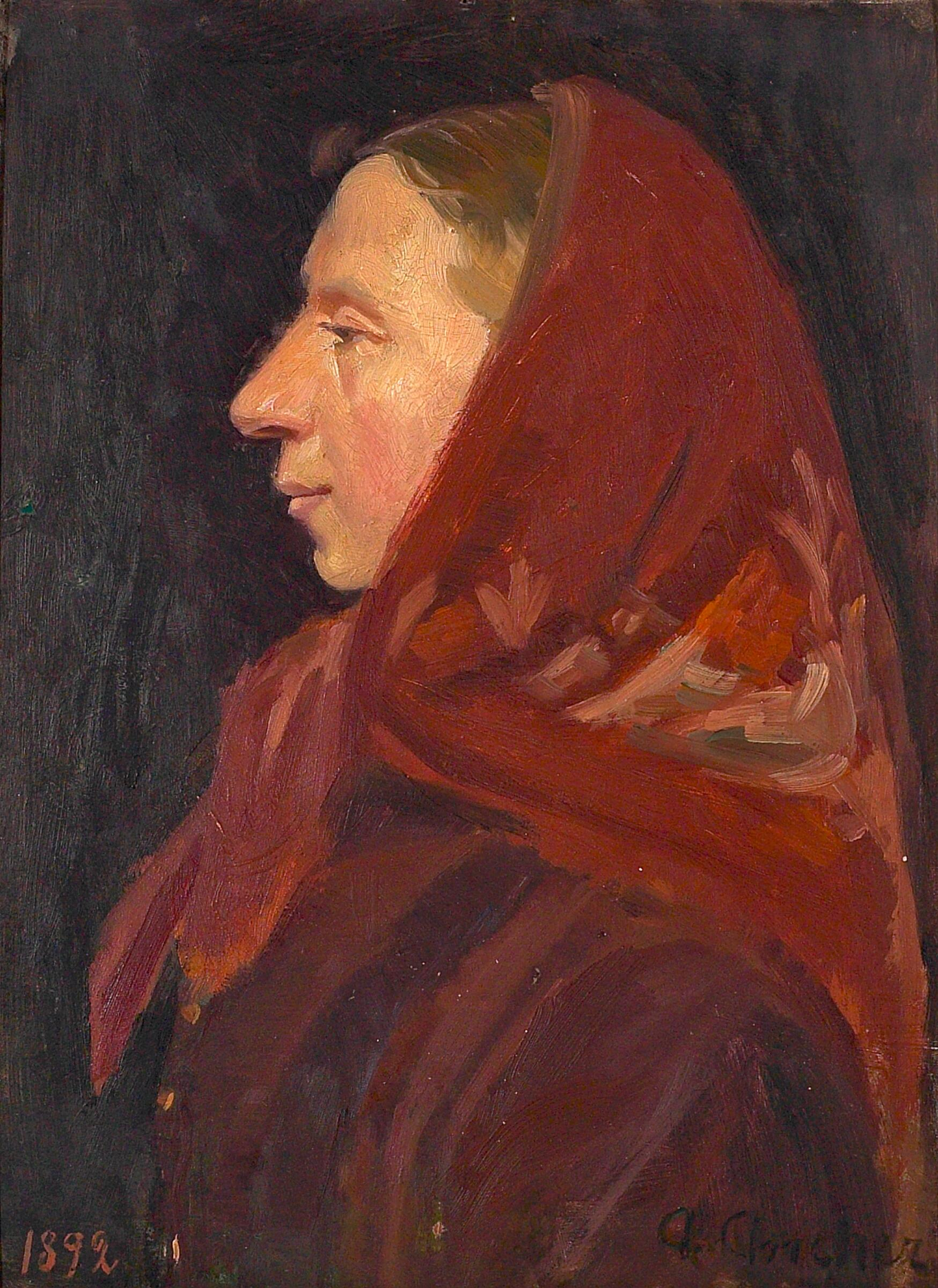
Profilbildnis einer Frau mit rotem Schal, 1892
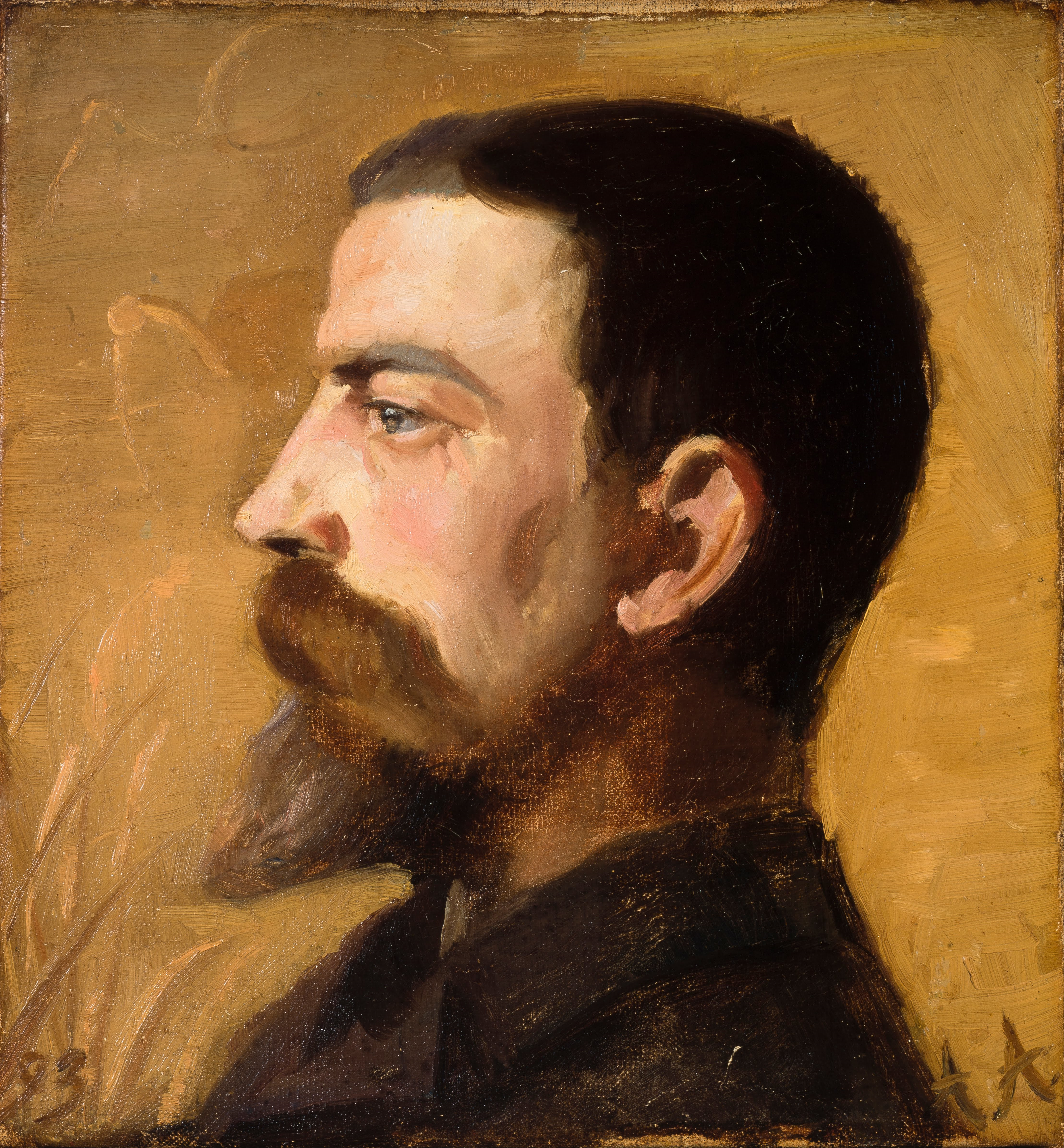
Valdemar Schønheyder Møller, 1893, Skagens Museum

## Auszeichnungen
- 1903: Eckersberg Medaille
- 1913: Ingenio et arti, dänischen Verdienstmedaille, am 22. Januar 1913 von König Christian X. von Dänemark überreicht[33]
- 1924: Tagea Brandts Rejselegat, erste Preisträgerin

## Ausstellungen (Auswahl)
- 1994–1995: Anna Ancher, 1859–1935, Malerin in Skagen. Wanderausstellung, Niedersächsisches Landesmuseum, Hannover
  - 1995: Anna Ancher, 1859–1935, Malerin in Skagen. Sammlung Hirschsprung, Kopenhagen, 18. Februar bis 14. Mai 1995
  - 1995: Anna Ancher, 1859–1935, Malerin in Skagen. Skagens Museum, Helga-Ancher-Fonds, Michael und Anna Anchers Haus, 25. Mai bis 13. August 1995
- 1999: Anna Ancher—det besjælede rum.  Deutsch: Der animierte Raum, Ribe Kunstmuseum
- 2009: I Am Anna. A Homage to Anna Ancher. Skagens Museum
- 2011: Anna Ancher. Arken Museum of Modern Art, Kopenhagen
- 2020–2021: Anna Ancher. Dänische Nationalgalerie, Kopenhagen, 4. November 2020 bis 31. Januar 2021[34]
- 2021: Anna Archer Skagen. From Within and Without Former exhibition. Lillehammer Kunstmuseum, Lillehammer[35]
- 2022: Anna Ancher. Sonne. Licht. Skagen. Museum Kunst der Westküste, Alkersum, Insel Föhr, 6. März bis 19. Juni 2022[36]

## Film
- 2019: Anna Ancher – Kunsten at fange en solstråle, deutsch: Die Kunst, einen Sonnenstrahl einzufangen, Fernsehfilm, 43 Minuten